# Мехмед II Освајач
Мехмед II Освајач (Meḥmed-i sānī; тур. II. Mehmet, Fatih Sultan Mehmet; 30. март 1432 — Гебзе, 3. мај 1481) је био османски султан 1451—1481. Има репутацију једног од најпознатијих, најутицајнијих и најпромишљенијих војсковођа и владара историје муслиманскога света. Био је способан, храбар и веома предузимљив. Важи за једног од најдаровитијих и најспретнијих султана које је Османско царство имало. Из основа је изменио карту Балкана.
Одмах на почетку своје владавине раскинуо је традицију на двору у Бурси. Мехмед II је погубио своју браћу, која су му владавину могла довести у питање, и тиме увео обичај братоубиства у владарској породици који ће се примењивати у начелу при свакој будућој промени и доласку на власт нових султана. Његова освајања су превазилазила границе које су освојене за владавине његовог оца. За време његове владавине је заузет Константинопољ, у коме је владао цар Константин XI Палеолог. Припреме су почеле 1452. године изградњом утврђења Румели Хисар на Босфору.
После велике опсаде и упорне одбране, 29. маја 1453. године пао је Константинопољ. Последњи византијски цар, Константин XI, херојски је погинуо при одбрани града. Уследио је страшан покољ становништва, а султан је одобрио својој војсци, у складу са обичајима, три пуна дана за пљачку.
У првој владавини султана Мехмеда II, покренут је крсташки рат који је водио војвода Јанош Хуњади након што су упади Мађара у његову земљу прекршили услове примирја по Једренском и Сегединском уговору. Када је султан Мехмед II поново ступио на престо 1451. године, ојачао је османску морнарицу и извршио припреме за напад на Цариград. У 21. години освојио је Цариград и окончао Византијско царство. После освајања, султан Мехмед II је преузео титулу цезар Рима (османски турски: قيصر‎ روم, романизовано: каисар-и Рум), на основу чињенице да је Константинопољ био седиште и престоница преживелог Источног римског царства од његовог посвећења 330. године нове ере од цара Константина I. Ту тврдњу је убрзо признала Цариградска патријаршија, али не и већина европских монарха.
У годинама од 1458—1459, Србија је коначно пала под турску власт. Године 1460. је пала Мореја, део Пелопонеза под византијском влашћу, а 1461. године Турци су освојили црноморске градове Амасеју и Трапезунт. У наредним годинама, по наређењу султана Фатиха, је протерао Михалоглу Али-бег влашког кнеза по имену Влад Дракул из његовог војводства и заузео још ђеновљански Лезбос.
Године 1463—1464. Краљевина Босна је пала под турску власт, а 1463. године почео је рат са Венецијом. Главно поприште рата било је Егејско море.
Године 1471. је султан Мехмед II изградио тврђаву Шабац у близини Београда, града којег је и сам безуспешно опседао. Султан Мехмед II је ратовао на угарском и аустријском подручју, водио је рат против Венеције. Године 1475. заузео је Кафу (ђеновљански посед) и подредио себи Кримски канат на Криму. Мировним споразумом са Венецијом морали су им Турци препустити неколико градова у Албанији и на Пелопонезу. Османска флота је 1479. године, заузела Јонска острва и Отранто у Јужној Италији.
Дана 3. маја 1481. године, умро је султан Мехмед II од последица напада гихта. Његови посмртни остаци су покопани у турбету Фатихове џамије, које је он за живота дао изградити у Константинопољу. Султан Мехмед II је за живота показао интерес за науку, поезију, али ипак, људи су га се бојали због суровости. Султан Мехмед II је освојио Константинопољ, који је опседао његов предак султан Бајазит I Муњевити.
Због својих великих и успешних освајања, прозван је под именом Fatih - што у преводу значи Освајач.
Султан Мехмед II је наставио своја освајања у Анадолији што доводи до њеног поновног уједињења и у југоисточној Европи све на западу до Босне. Код куће је извршио многе политичке и друштвене реформе. Подстицао је уметност и науку, а до краја његове владавине, његов програм обнове је променио Константинопољ у напредну престоницу царства. Сматра се херојем у савременој Турској и деловима ширег муслиманског света. Између осталог, истанбулски кварт Фатих, мост Фатих Султан Мехмет и Фатих џамија носе његово име.

## Биографија пре доласка на престо
Мехмед II је рођен 30. марта 1432. године, у Једрену, тадашњој престоници Османског царства. Његов отац је био султан Мурат II (1404—1451), а мајка му је била Хума Хатун.
Када је Мехмед II напунио 11 година, послат је у Амасију са своја два лала (саветника) да управља и да стекне државно и политичко искуство, што је била Османска традиција и владара пре њега. Султан Мурат II је послао неколико учитеља да се подучавају и васпитавају Мехмеда. Мехмедова исламска едукација је имала велики утицај на њега и знатно је утицала на његова муслиманска веровања. Након освајања Константинопоља 1453. године, муслимани су почели да верују да је Мехмеда прорекао њихов пророк Мухамед, следећим речима:
Константинопољ ће једног дана сигурно бити освојен. Благословен ће бити владар који ће га освојити, благословена ће бити војска која ће га освојити.
У својој пракси исламске епистемологије на њега су утицали практичари науке, посебно његов ментор, Мола Гурани, и он је следио њихов приступ. Утицај Акшамсадина у Мехмедовом животу постао је преовлађујући од младости, посебно у императиву испуњавања своје исламске дужности да уништи Византијско царство освајањем Константинопоља.
Осим тога, још одмалена је био веома образован и говорио је шест језика, у које спадају: турски, српски, арапски, персијски, грчки и латински. Српски га је научила његова маћеха, султанија Мара Бранковић, супруга његовог оца и српска принцеза, ћерка деспота Ђурђа Бранковића. У отвореним писмима са деспотом Лазаром Бранковићем, султан Мехмед II је користио српски језик.

## Прва владавина
Мехмед је први пут дошао на престо са својих 12 година, у августу 1444. године, пошто му је отац абдицирао да би се борио против Карамана у Малој Азији. У септембру 1446. године, отац га је замолио да му препусти престо и он је то учинио.

### Битка код Варне
Током прве владавине султана Мехмеда II, покренут је крсташки рат који је прдводио војвода Јанош Хуњади након што су упади Мађара у његову земљу прекршили услове примирја по Једренском и Сегединском уговору у септембру 1444. године. Кардинал Јулијан Цезарини, представник папе, убедио је краља Мађарске да прекид примирја са муслиманима није издаја.
Пред битку, султан Мехмед II знајући да је још млад, и да није способан да прeдводи војску, замолио је свог оца султана Мурата II да води Османлије у бици, што је султан Мурат II одбио, али султан Мехмед II му је послао писмо у коме је писало:
"Ако си ти Султан, дођи и води своју војску. Ако сам ја Султан, наређујем ти да дођеш и водиш моју војску".
Затим је султан Мурат II предводио османску војску и победио у бици код Варне 10. новембра 1444. године. Халил Иналџик наводи да султан Мехмед II није тражио свог оца. Уместо тога, Чандарли Халил-паша је настојао да врати султана Мурата II на престо.
Хришћани за то време настављају свој, до сада, величанствени крсташки рат против Турака. Хришћанска војска стигла је 20. септембра 1444. године, у Оршаву и ту почела прелазити Дунав. Кроз Србију се није ишло. Због држања српског деспота, а и што се чинило, да је преко Бугарске непосреднији пут за Цариград. Хришћанска војска, већином коњица, бројала је 16.000 људи, којој се код Никопоља придружило 4.000 Влаха, под вођством влашког војводе Мирче II. Хришћанска војска је на овом путу освојила Видин (септембар), Сузмен (октобар) и Порвадију (6. новембар). Хришћанима се овде није придружио деспот Ђурађ Бранковић, а није ни Скендер-бегу дозволио пролаз, кроз Србију. За то време краљу Владиславу III стигоше вести да је Мехмедов отац разбио хришћанску флоту. Код Варне је дошло до одлучне битке 10. новембра. Са бројном надмоћношћу Турци (у бици учествовало 100.000 Турака) су страховито поразили хришћане и угарски краљ Владислав III је на крају битке погинуо тако што су га тешко рањеног Турци оборили са коња и убили, а његов убица је био награђен. Поред краља Владислава III погибоше и многи угледни мађарски великаши, међу којима и Кардинал Цезарини, као и 2 бискупа. Спасао се велики угарски војсковођа војвода Јанош Хуњади са малим бројем војника. Овом битком султан Мурат II је утврдио Турску власт на неколико векова.
Године 1446, се султан Мурат II вратио на престо, Мехмед II је задржао титулу султана, али је био само гувернер Манисе. После смрти султана Мурата II 1451. године, Мехмед II је постао султан по други пут. Бег Ибрахим II од Карамана упао је у спорну област и подстакао разне побуне против османске власти. Султан Мехмед II је водио свој први поход против бега Ибрахима II од Карамана; Византинци су запретили да ће ослободити османског претендента Орхана.

### Последице битке
Јадни византијски цар Јован VIII морао је сачекати победника са честиткама и почасним даровима. Његов брат деспот Константин је, међутим, наставио своје освајачке походе у Грчкој. Он је поново освануо у Беотији и проширио своју власт на Фокеју и осталу Грчку све до Пинда. Чинило се да у последњем тренутку на древном хеленском тлу израста нова Грчка као наследница Византије, али је смелог деспота Константина убрзо стигла освета победника из Варне.
Понесен победом султан Мурат II је љуто казнио све оне, који му се беху замерили. Уплашене јадранске републике, Венеција и Дубровник, похиташе да оправдају своје учешће бацајући сву кривицу на папску курију. Деспот Ђурађ остао је поштеђен.
На вести о хришћанској катастрофи под Варном био се нарочито уплашио босански краљ Томаш. Он се одједном видео осамљен, замеривши се не само Турцима, него и деспоту Ђурђу и војводи Херцеговине, Стефану. Једини наслон чинило му се да може наћи код Млечана. Он је стога и покушао ступити с њима у ближе везе. Нудио им је, поред продужења савеза против херцега Стефана, неке градове око Пољица, а тражио је, у исто време, и коначишта код њих у случају невоље. Млечани су му обећали само ово последње, а остало су све љубазно одбили бојећи се ма каквих уговорних обавеза, које би их могле довести у нове сукобе. Краљ Томаш се обраћао и папи, иако му овај није могао пружити стварне помоћи. Папска курија радо је прихватала сваку „заблуделу овцу”, која се враћала у крило римске цркве, а нарочито људе на тако високим положајима, као што је био краљ Томаш. Њега су желели задржати посебно још и стога, да се један балкански владар нађе опредељен више за ствар хришћанске лиге. Да појача краљев углед папа Евгеније је 29. маја 1445. године, накнадно легитимисао други брак његова оца. Тако краљ Томаш није више могао бити означаван као „незаконити” син. Другим актом папа је развео краљев брак са женом пучанком. Тим је краљ Томаш мислио поправити свој лични углед код племства; у народу, међутим, само га је погоршао. И оно проверавање и овај неоправдани раскид са женом још више су отуђили народ од двора, који ни иначе није био много популаран, и тумачени су само на краљеву штету.
На источној страни краљ Томаш је с племићем војводом Иванишем Павловићем био продро дубоко у области херцега Стефана. У лето 1445. године, очекивало се у Дубровнику, да ће њихове војске преко Јасена избити све до Требиња. Под њиховим притиском херцег Стефан је 23. августа склопио мир с Млечанима одрекавши се и Омиша и Бара. Добио је натраг само своје приватне поседе у Млецима, Задру и Котору и исплату которских доходака. После дужих преговора измирио се херцег Стефан у мају 1446. године, и са босанским краљем. Краља Томаша су забрињавали турски успеси и несређено стање у Мађарској, а у великој мери бојао се и због поузданих вести, да савезник и заштитник херцега Стефана, краљ Алфонсо Арагонски, по традицији напуљске куће, поставља своју кандидатуру на упражњени мађарски престо и да мисли са Стефанове територије, са Неретве и преко Босне, успоставити везе са Мађарском. У Милодражу, 19. маја, дошло је до састанка између краља Томаша Котроманића и херцега Стефана Косаче. Да измирење буде што чвршће краљ Томаш се оженио Стефановом ћерком Катарином. Овом везом добили су несумњиво обојица. Краљ Томаш је добио као сродника најмоћнију личност тадашње босанске државе, а херцег Стефан је овим потезом повратио сав свој изгубљени престиж због последњих неуспеха. Њих двојица, здружени, били би стварни и моћни господари босанске државе.
Били би доиста, али нису били. Измирење између краља Томаша и херцега Стефана покварило је односе између херцега Стефана и деспота Ђурђа Бранковића. Деспот Ђурађ није прежалио Сребреницу и за време борби између краља Томаша и хумског војводе он је поново повратио. Босанци су је затим преотели. Тај богати град остао је стално као јабука раздора између Босне и Србије и сав је обливен братском крвљу.

## Друга владавина

### Долазак на престо
Други пут је дошао на власт са 18 година, када му је умро отац, 4. фебруара 1451. године. Иако је много волео свог млађег брата принца Алија, морао се сукобити са њим око Османског престола. Султан Мехмед II је прво хтео да Али ступи на престо али су Јањичари били на Мехмедовој страни, неки тврде да је принца Алија убио султан Мехмед II, а други да су га Јањичари свргнули како би султан Мехмед II дошао на престо. Султан Мехмед II је увео правило којим султан који ступи на престо мора побити сву своју браћу и синовце, али многи султани нису испоштовали то правило. Једини који су испоштовали то правило били су султани Селим I Јавуз (Окрутни) и султан Мехмед III, укључујући и Мехмедовог сина султана Бајазита II, ова братоубилачка политика је спроведена како султан не би морао бринути да га брат или синовац не свргну са власти и убију.

### Помоћ херцегу Стефану Вукчићу
У Дубровник стиже вест, да је нови султан Мехмед II дао слободне руке херцегу Стефану, пошто Република светог Влаха признаје врховну власт њему непријатељског мађарског двора. Уплашени Дубровчани обратише се хитно старом деспоту Ђурђу Бранковићу, да се овај заузме за њих и на Порти и код херцега Стефана. Мађарски посланик, који је дошао код херцега Стефана, није постигао много, исто као ни посланство краља Томаша. Дубровчани су се, у невољи, обратили поново и мађарском и босанском двору и далматинском бану Петру Таловцу тражећи стварну војничку помоћ или што непосредније посредовање. Позивали су војводу Јаноша Хуњадија, да он лично дође у Босну. Том приликом могао би освојити град Ходидјед, који су Турци држали, и пресећи учвршћивање Турака и турског утицаја у тој области. Иако је помогао херцегу Стефану, султан Мехмед II је на крају посредовао за мир између њега и Дубровника. Посебан изасланик, Мурат, „роб цара турског”, дошао је у јануару 1452. године, у Дубровник с три херцегова човека, да на лицу места извиди и реши спор. Формално се доспело до неког споразума, али чим се Турчин удаљио дошло је до нових непријатељстава.

### Босна се мири са Србијом
За новог султана Мехмеда II веровало се, да има извесних обзира према српском деспоту због деспотове ћерке, умне султаније Маре, која је васпитавала султана Мехмеда II и коју је он веома ценио. Због сукоба са Мађарима деспот Ђурађ се и сам био знатно приближио Турцима, мада између њих никад није било правог узајамног поверења. Сам је војвода Јанош Хуњади везао свој долазак у Босну за измирење с деспотом Ђурђем Бранковићем; и сам краљ Томаш видео је, да без тог не сме да се упусти ни у какву тежу обавезу. И он је молио Дубровчане да посредују за мир. Ови су то одмах прихватили и почели рад.

### Односи са суседима на почетку владавине
Султан Мехмед II, веома образован и уман владар, са знањем неколико језика, међу којима и српског, који је научио по свој прилици од султаније Маре, био је човек веома смео и широких потеза. Ученост му није спутавала вољу; чинила га је само прилично скептичним и нимало религиозним. Није трпео дволичне односе, нити се лако задовољавао компромисима. Његова је мисао била да створи снажно, централистичко Османско царство под турским вођством и с турским обележјем и да учини крај колебању малих и недовољно лојалних балканских господара. Од тих свих владара он је, из почетка, имао највише обзира према деспоту Ђурђу. Као посредник је служила султанија Мара, деспотова кћи, васпитачица Мехмедова, која му је отворила европски свет. Обновио је одмах уговор са деспотом Ђурђем и посредно, преко султаније Маре, дао је Србима на управу Топлицу и Дубочицу. Обновио је на почетку своје владе уговоре и са осталим суседима, желећи да се понајпре потпуно снађе у пословима и учврсти личну власт.
Султанова пажња према деспоту Ђурђу Бранковићу и султанији Мари није остала незапажена. Дубровчани су честитали деспоту Ђурђу, а босански краљ се реши да се с њим нагоди. После извесног отезања и нагађања и једне турске демонстрације он је ипак, у јулу 1454. године, вратио деспоту Ђурђу Сребреницу, иако тешка срца. На споразум су се одлучили чак и Мађари. У Смедереву 7. августа склопљен је уговор о измирењу између деспота Ђурђа Бранковића и војводе Јаноша Хуњадија. Да би то измирење постало што трајније извршена је том приликом веридба између Матије, млађег Хуњадијевог сина, и десетогодишње деспотове унуке Јелисавете Цељске. У то време деспот Ђурађ је био и један између најмоћнијих магната Угарске. Имао је као своје градове Мункач, Сатмар, Дебрецин, Бечермен, Кулпин, Митровицу, Сланкамен, Земун, Бечеј, Бечкерек, Крашов и Вилагош. Деспотовим посредовањем склопљен је најпосле и мир између Турака и Мађара са трајањем од три године (објављен 7. фебруара 1452. године). По том уговору и деспот Ђурађ и босански краљ Томаш Котроманић били су обавезни да плаћају Турцима данак; али, у исто време, обојица су остала у државноправној зависности од мађарског краља.

### Пад Византије
Док се тако трошила народна снага у бесмисленом породичном рату у Херцеговини и у безизгледном грађанском рату у Зети, Турци су с планом припремали своје одлучне мере на Балкану. Наступала је „страсна недеља” хришћанских држава.

#### Покушај да се спаси Византија
Прва на удару била је Византија, која се налазила у срцу Османског царства. На царском престолу њеном налазио се од године 1449. цар Константин XI Палеолог Драгаш. На жалост, и ту није било слоге међу царским сродницима; у властољубљу и грабљивости поједини чланови династије увлачили су сами Турке у своје међусобице и припремали им, већ и иначе доста прокрчени, пут до цариградских бедема. Цару Константину XI није било тешко да предвиди опасност која се спремала. У тежњи, да за одлучну борбу добије што више веза, он је примио предлог свог пријатеља и ученог писца Георгија Сфранцеса, да се ожени султанијом Маром. Њен глас је био врло висок; знало се, да има и јак политички утицај. Стари деспот Ђурађ пристао је на ту везу, иако је с том царском кућом већ био у вези, пошто се његов син Лазар оженио царевом синовицом. Византијски посланици беху чак и дошли на смедеревски двор. Али султанија Мара одби ту понуду (1451. године), нешто из личних разлога, што није желела нови брак, а можда и предосећајући судбину Византије.

#### Припреме за опсаду Цариграда
Освајање Византије је био први циљ младога султана Мехмеда II желео је да уклони то страно тело и да Османској империји у успону осигура стално државно средиште у Цариграду. Са великом енергијом и пажњом је припремао освајање тог града, који никако није могао да се одбрани јер се султан Мехмед II посветио јачању османске морнарице и наредио је да се сагради снажна тврђава Rumeli Hissar на Босфору, у самој близини царског града, почетком 1452. године, насупрот тврђаве Анадоли Хисар коју је на азијској страни Босфора саградио његов прадеда султан Бајазит I. Пошто је завршио изградњу тврђаве, султан Мехмед II је наставио да наплаћује путарину бродовима који су пролазили надомак његових топова. Венецијански брод који је игнорисо знаке да се заустави потопљен је једним ударцем, а свим преживелим морнарима одсечене су главе, осим капетана, који је био набијен на колац и постављен као људско страшило као упозорење осталим морнарима на мореузу. Цар Константин XI је, као и његов претходник, полагао све наде у помоћ Запада, али ником није падало на памет да помогне тој, за њих далекој, држави, па чак нису долазили у помоћ јер су мрзели ту земљу и хтели су, као краљ Алфонсо Арагонски обновити Латинско царство. Алфонсове незасите позајмице од папе Николе V (1447—1455) су прогутале скромна средства, која је папа Никола V спремао за одбрану Цариграда. Цар Константин XI је на крају, 12. децембра у храму Свете Софије прогласио обнову црквене уније. Византијски народ је због тога протестовао и један од највиших царских службеника Лука Нотарас је, из мржње према Латинима, рекао:
Радије би усред града видео турски турбан него латинску митру.
То је допринело јачању византијске странке која је заговарала помирење с Турцима. султан Мехмед II је припремио силно наоружање, створивши пре свега снажну артиљерију од помоћ западних техничара.
Абу Ајуб ал-Ансари, пратилац и заставоноша исламског пророка Мухамеда, умро је током прве опсаде Константинопоља (674–678). Док се војска султана Мехмеда II приближавала Константинопољу, Мехмедов шеик Акшамсаддин је открио гробницу Абу Ајуба ал-Ансарија. Након освајања Константинопоља, султан Мехмед II је на том месту саградио џамију Ејуп Султан како би нагласио значај освајања за исламски свет и истакао његову улогу газија.

#### Пад Цариграда
Првих дана априла 1453. године, започела је опсада Цариграда. Сам султан Мехмед II је дошао 5. априла под град, да руководи нападима. У његовој огромној војсци, која је бројала преко 70 000 бораца, налазио се и помоћни одред Срба од 1.500 људи под вођством војводе Јакше. Цар Константин XI водио је неравноправну борбу. У његовој војсци налазило се 5 000 Ромеја и 2 000 страних бораца, од којих су 800 били Ђеновљани, који су имали и две галије и били су под заповедништвом Ђустинијанија. При опсади Цариграда султан Мехмед II је употребио ново оружје, топове, у саставу турске војске био је и огроман топ који је дизајнирао мађарски инжењер Урбан. Мали топови којима је располагао Цариград нису се могли мерити са снажном турском артиљеријом. Права опсада започела је 7. априла.
Град је био окружен морем и копном; флота на улазу у Босфор простирала се од обале до обале у облику полумесеца, да пресретне или одбије сваку помоћ за Цариград са мора.
Напад је пре свега био усмерен на градске зидине с копна, посебно на Пемптонска врата, у којима су Турци препознали најслабију тачку византијске одбрамбене линије. Прилаз Златном рогу био је брањен са двадесет осам ратних бродова и блокиран тешким ланцем и Турцима уза сав труд није пошло за руком да га разоре. При једном од покушаја се 20. априла одиграла тешка поморска битка у којој је победила царска флота. Та победа је у Цариграду изазвала одушевљење и улила бранитељима нову храброст, али опкољеном граду није донела право олакшање. Напротив, султан Мехмед II је 22. априла успео преко копна да довуче око ђеновљанске колоније Галате у Златни рог већи број бродова и сада је град и са те стране био под топовском паљбом као и са копна. Мала се војска бранитеља с очајничком храброшћу борила против неизбежне судбине. Сам је цар Константин XI стајао на челу својих бораца као пример мужевне одлучности. Све до последњег тренутка истрајао је на свом положају он је одлучио да неће надживети пропаст свог царства. Више је великих напада остало без резултата и самопоуздање непријатеља било је поколебано, али су и зидине града под опсадом након седам недеља напада већ биле тешко оштећене. Наступио је тренутак коначне одлуке.
Султан Мехмед II је у уторак 29. маја прешао у свеопшти напад. Навече претходног дана, док је султан Мехмед II припремао своје трупе за борбу, Ромеји су у храму Свете Софије одржали последњу литургију, Грци и Латини заједно. Након тога свечаног момента борци су се вратили на своја места и цар је све до касно у ноћ обилазио одбрамбену линију. У раним јутарњим сатима започела је офанзива и град је овај пут нападнут са све три стране истовремено. Ипак, јуначка је одбрана дуже време одолевала навали и успешно одбијала сваки напад. Тада је султан Мехмед II укључио у борбу своју главну резерву, јаничарe, и тој је елитној јединици османске војске након жестоке борбе пошло за руком попети се на градске зидине. Ђустинијани, који се борио на страни цара, у одлучујућем је тренутку смртно рањен и однесен са зида. Његово повлачење унело је немир у редове бранитеља и то је убрзало турски продор. Убрзо је град био у њиховим рукама, после страховитог крвопролића на улицама. Цар Константин XI се борио до последњег тренутка и у борби је нашао смрт какву је тражио. „Храбри принц”, каже за њега један писац, „који је знао умрети и који би знао и бранити царство, да се то царство могло одбранити”.
Када је султан Мехмед II закорачио у рушевине палате Буколеона, познатог Османлијама и Персијанцима као Палата Цезара, коју је вероватно пре више од хиљаду година саградио цар Теодосије II, изговорио је чувене Саадијеве стихове:
"Паук је завеса у Хосровој палати,
Сова звучи рељеф у замку Афрасијаб".
Три дана и три ноћи трајало је пљачкање, које је султан Мехмед II одобрио својим војницима приликом припрема за последњи напад да би повећао њихов борбени жар. Уништена су богатства непроцењиве вредности, уметничка дела и драгоцени рукописи, иконе светаца и црквени сасуди. Султан Мехмед II је свечано ушао у освојени град. Цариград је постао главни град Османског царства. Византијско је Царство престало да постоји. Јужногрчка деспотовина Мореја и Трапезунтско царство су, додуше, надживели Византију за неколико година, али Турцима њихово покоравање више није чинило проблем. Заузеће Цариграда успоставило је мост између азијских и европских поседа Османлија и дало нов полет њиховој освајачкој сили.
Неки муслимански научници су тврдили да се хадис у Муснаду Ахмаду посебно односи на Мехмедово освајање Константинопоља, видећи то као испуњење пророчанства и знак приближавања апокалипсе.
Као победитељ ушао је султан Мехмед II у царски град и очитао молитву у величанственом храму Свете Софије, који би одмах претворен у џамију. Одмах потом постао је Цариград и турска престоница, задржавши свој народски назив ειζτηζπολιν с обликом Истанбол, Истамбол - Стамбол, који је многим необавештеним изгледао као турска реч. Највећи и најлепши град Балканског полуострва, најдостојнији по традицији и најважнији по географском положају, променио је само господара, али је остао и даље да влада целим југоисточним светом Европе.
После пада Цариграда, султан Мехмед II ће такође наставити да осваја деспотовину Мореју на Пелопонезу у два похода 1458. године и 1460. године и Трапезунтско царство у североисточној Анадолији 1461. године. Последња два остатка византијске власти су тако апсорбована од стране Османског царства. Освајање Цариграда донело је огромну славу и престиж земљи. Постоје неки историјски докази да је, 10 година након освајања Цариграда, султан Мехмед II посетио Троју и хвалио се да је осветио Тројанце тако што је покорио Грке (Византинце).

### Повећавање турске претње Балкану
Пад Цариграда изазвао је у целој средњој Европи веома тежак утисак. Нарочито се то осетило на папској курији, која је, поред све противности према цариградској цркви, видела врло добро да је срушен један јак бедем хришћанства. Исто тако осетило се и у Угарској и у Италији да је падом Цариграда настао почетак краја балканских хришћанских држава. Султан Мехмед II се неће зауставити у самом Цариграду. Иза Византије доћи ће на ред још преостале слободне земље Србија, Босна, Зета, а преко њих пут директно води на границе Угарске, Далмације, Хрватске, Истре. Дотадашња хришћанска сарадња против Турака није дала никакве резултате, и на папској курији се с болом признавало да је свест о потреби хришћанске солидарности помрачена себичним и уским интересима појединаца и појединих скупина. Пред расцепканом и завађеном Европом стала је јединствена воља Турске, снажне, спремне, понесена великим замахом и дисциплиноване до невероватности и у послушности и у вољи за победом. Све да су се и све народне снаге Балкана сабрале за дело одбране, велико је питање да ли би биле довољне да створе брану турском надирању. Овако, истрошена у узајамним борбама, с пуно неповерења једна према другима, идући за тренутним успесима, неповезане ниједном идејом која би их окупила, балканске државе унезверено су гледале откуд би могла да им дође помоћ, хватале се грчевито сад за једну сад за другу комбинацију, и полагано тонуле губећи веру у себе.

### Први рат са Србијом

#### Први напад на Србију
После пада Цариграда дошла је на ред Србија, која је повремено била османска вазална држава од Косовске битке 1389. године. Османски владар је имао везе са Српском деспотовином – једна од жена султана Мурата II била је султанија Мара Бранковић, ћерка деспота Ђурђа Бранковића. Турски извори говоре сасвим помућено и с много грешака о односима између деспота Ђурђа и султана Мехмеда II, и из њих се прави узрок рата не може утврдити. Види се само, да је деспот Ђурађ Бранковић стално сумњичен ради веза са Мађарима. Колико ми данас знамо, деспот Ђурађ није дао правог непосредног повода за напад. Своје обавезе према султану Мехмеду II вршио је с пажњом чак и онда, кад му је то, као при узимању Цариграда, врло тешко падало. Султан Мехмед II је тражио од деспота Ђурђа Бранковића да му уступи извесне градове, као Голубац и Смедерево, да би имао више сигурности за његово држање и отворенији пут за Угарску. Деспот Ђурађ на то није могао пристати, а султан Мехмед II је потом, у лето 1454. године, упао у Србију и страшно је опустошио. Мехмедове снаге су брзо успеле да заузму Сиврицехисар (понекад се поистовећују са тврђавом Острвица) и Омолхисар и одбациле су српску коњицу од 9.000 коњаника коју је деспот Ђурађ послао против њих. Ударио је на Смедерево, али га није могао заузети због јаких градских бедема. Изненађен, деспот Ђурађ Бранковић није могао да организује отпор у Србији, него је прешао у Мађарску, да тамо тражи помоћи. Мађари се брзо одазваше. Кад је султан Мехмед II под Смедеревом чуо, да је лично војвода Јанош Хуњади стигао у Београд, хвалио се сам Јанко 10. августа, напустио је одмах даљу опсаду и повукао се у Софију. Са својом и деспотовом коњицом продро је војвода Јанош Хуњади до Крушевца и ту потпуно разбио турску посадну војску (2. октобра). Главни заповедник те војске Фериз-бег је ухваћен и одведен у Смедерево. Потом је војвода Јанош Хуњади пошао до Ниша и Пирота, а одатле се вратио преко Видина. У исто време спремиле су се на југу и две српске војске. Једну је водио војвода Никола Скобаљић, чија се кула у развалинама очувала више села Вучја код Лесковца. Та српска војска сукобила се с Турцима у пределу Бања 24. септембра. Кад је султан Мехмед II добио вести о свему овом у Софији кренуо је поново на Србе. Војвода Никола Скобаљић се упустио у неравноправну борбу и са султаном Мехмедом II. Србин јањичар Константин Константиновић, савременик догађаја, прича како су сами Турци казивали, „да откако живе није се чуло никад за такву битку од тако мало људи против тако велике силе”. Али на реци Трепањи (можда Рапања код Лесковца) његов отпор би скршен, 16. новембра. Војвода Никола Скобаљић би ухваћен и, као страшило за друге, набијен на колац. О акцији друге српске војске, која се кретала према Косову, не зна се ништа поуздано. Након тога је потписан привремени уговор са српским деспотом Ђурђем Бранковиће, којим ће деспот Ђурађ формално признати да недавно освојене српске тврђаве прелазе у османске руке, послати Порти тридесет хиљада флорина као годишњи данак и обезбедити трупе за османске походе. У походу 1454. године заробљено је педесет хиљада заробљеника из Србије, од којих је четири хиљаде било насељено у разним селима у близини Цариграда. Следеће године, султан Мехмед II је од једног од својих пограничних команданата добио извештаје о српској слабости у односу на могућу инвазију, извештаји у комбинацији са незадовољавајућим резултатима кампање из 1454. године, убедили су султана Мехмеда II да покрене још једну кампању против Србије.

#### Други напад на Србију
С пролећа идуће године кренуо је султан Мехмед II поново на Србију, да настави прошлогодишњу акцију. Прво је напао Ново Брдо, као главни извор деспотових прихода. Грађани су покушали да се бране, као и пре петнаест година, али град није могао одолети тешкој турској артиљерији, Срби нису могли да се одупру османској војсци на отвореном, па су прибегли утврђивању својих насеља и бежању њихових сељака у разне тврђаве или у шуме, Ново Брдо се предало после четрдесет дана опсаде, 1. јуна 1455. године. Султан Мехмед II је био веома строг према становништву, нешто ради отпора, а можда више да би застрашио остала места. Градска властела била је погубљена, а 320 младића одведено у јаничарско робље. Међу њима се налазио и чувени писац „Србин јаничар”, Константин Константиновић, чије су "Успомене" важан извор за овај период наше прошлости. Поштеђени остадоше само рудари, који су и Турцима били потребни. Турски извори, који о овом догађају имају помућено причање, сложно казују, да је у граду нађен велик плен; нарочито велике гомиле сребра. У тврђаву одмах би уведена турска посада, а чини се да се радило и на том, да становништво града добије муслиманску већину. Новобрдски младићи беху огорчени због судбине свог града; 700 њихових сестара и младих жена раздели султан Мехмед II међу своје војнике. Кад је султан Мехмед II између заробљених младића изабрао осморицу да му буду коморници, решише се они да га убију. Али нису успели. Били су потказани и изгубили су главе. Султан Мехмед II се после тога одлучио, да не пушта више Србе у своју близину.
Из Новог Брда султан Мехмед II је кренуо на запад и освојио је и друго богато рударско место Трепчу, па потом Бихор, Липљан и друга места на Косову. Преко Звечана султан Мехмед II је лично дошао на поприште Косовске битке, на Муратово тулбе, и ту делио поклоне за његову душу. Три недеље после пада Новог Брда заузели су Турци и Призрен. Чак и зетски прастари град Медун, који је његов заповедник био понудио Млечанима, морали су примити турску посаду. Тако је и читав преостали део Јужне Србије дошао под турску власт.

### Крсташки рат 1456. године

#### Сазивање крсташког рата
Стари деспот Ђурађ Бранковић покушавао је за то време, да заинтересује поново Мађаре и запад за судбину балканских хришћана и своје државе. Пад Цариграда и напади султанови на Србију и Албанију одмах након тог догађаја били су прилично узбудили духове у Средњој Европи. У Риму, Млецима, Напуљу и целој Аустрији настала су све чешћа већања и договори, да се нешто предузме у корист хришћанске ствари. Међутим, на тим странама узбуђење није захватило дубоко шире кругове; то су били претежно кабинетски преговори. Једини су Мађари осећали опасност непосредно. И опет је међу њима понајвише деловало једно свештено лице, речити фрањевац Иван Капистран. Као раније кардинал Цезарини и он је највише потпоре налазио код још увек неуморно ратоборног губернатора Јаноша Хуњадија. Мађари су били спремни да се поново супротставе Турцима. Једину дисхармонију у припремање ове нове хришћанске коалиције унео је Капистран тражећи од старог деспота Ђурђа да прими католичку веру. Деспот Ђурађ Бранковић је то енергично одбио. Нагласио је, да је цео свој век провео у православљу и да не жели под старост изгледати као човек који је у свој несрећи изгубио и памет. Међутим, није бранио, да се његова унука, грофица Јелисавета Цељска, коју је он био превео у православље, поново врати вери свог оца.
Нa мађарском сабору држаном у Ђуру, јуна 1455. године, расправљало се живо о новој акцији против Турака. Капистран је позивао папу Каликста III, да се стави на чело покрета и да окупи под заставе, сем Мађара и Срба, још и своје и чете арагонског краља и бургундског војводе. Иако веома оштећен, деспот Ђурађ се обавезивао, да ће довести војску од 10.000 људи. Војвода Јанош Хуњади је с необичним самопоуздањем изјављивао, позивајући се на своје искуство, да ће са 100.000 правих бораца за три месеца прогнати Турке из Европе; „неће бити у Европи места”, извештавао је Капистран папу о тој изјави, „где би могао Турчин склонити главу”. Он је чак обећавао, да би могао наново освојити и Јерусалим. Али, нешто из финансијских разлога, а нешто из различитих политичких интереса до те широке лиге није могло да дође и сав терет ратовања имао је да падне у главном на Мађаре. Западна Европа није имала скоро никаква интереса за балканске ствари. Управо оне године кад је пао Цариград водиле су се завршне борбе између Енглеза и Француза у страховитом Стогодишњем Рату и у тај мах они су имали стотине својих пречих брига него што би био рат против Турака.

#### Мржња између Срба и Мађара
Међутим се међу Србима почела све више јављати једна нова политичка тензија. Људи су сматрали да њихова отаџбина и сувише страда у овим мађарско-турским борбама; да се Србија налази у жрвњу између две силе, од којих једна апелује на хришћанску солидарност али делује само на махове, док друга, као неодољива велика вода, све више плави и осваја. Срби страдају од Турака понајвише за то, што се држе уз Мађаре или што Турци верују да се држе и да су им непоуздани. Зар не би било боље, да се Срби прислоне искрено и недвосмислено уз Турке, кад већ и онако не могу водити потпуно самосталну политику? Ту опортунистичку политику код Срба помагали су и сами Турци, а један од главних заговорника била јој је султанија Мара. С друге стране, и извесни поступци Мађара нису били нимало подесни да изазову поверење код Срба. Срби су били кивни нарочито на Михаила Силађија, у народној традицији званог Свилојевића, заповедника Београда и Хуњадијевог шурака. Кад се он једног дана извезао из Београда с братом Ладиславом нападоше га деспотови људи, па док се он бегом спасао брат му би страховито исечен. За освету нападоше Силађи и његови људи старог деспота Ђурђа Бранковића, у Купинову, у деспотовом сремском двору, 17. децембра 1455. године, те га после борбе заробише и заточише у Београду. Деспот Ђурађ, иако у дубокој старости, са преко осамдесет година, борио се као прави витез и савладан је тек пошто су му у борби била одсечена три прста десне руке. У нашој историји ми нисмо имали другог човека, који је показивао толико животне енергије и толико издржљивости после свега што га је сналазило у животу. Да би се ослободио ропства деспот Ђурађ Бранковић је морао да преда Силађију своје мађарске градове Бечеј и Шомљо и да му плати 10.000 дуката. Чак је морао пристати и да своју жену деспину Ирину пошаље као таоца у Београд. Кад је млади мађарски краљ Ладислав V чуо за тај случај наљутио се много, и осуђујући Силађија и његовог заштитника војводу Јаноша Хуњадија, наредио је, да се деспот Ђурађ одмах пусти, без тих услова. Има вести, да се ни деспотов син Лазар није држао најисправније и да се није журио да спасе родитеља.
Вест о читавој овој ствари допрла је и до султана Мехмеда II. Он се користио њом да се тобоже сасвим измири са деспотом Ђурђем, а у ствари да, сигуран од Срба, изненади Мађаре необичним препадом. Султан Мехмед II је хтео и да онемогући хришћански савез, издвајајући деспота Ђурђа Бранковића, и да предухитри његове најглавније учеснике. С деспотом Ђурђем се нагодио на овој основи: северна Србија од западне Мораве да остане деспоту Ђурђу, а јужна султану Мехмеду II. Деспот Ђурађ Бранковић је имао и даље да плаћа данак, али знатно смањен, и да даје Турцима помоћне чете. У Србији је тако победила туркофилска струја.

#### Опсада Београда (1456. године)
Одмах потом кренула је турска војска преко Србије на Мађарску. Деспот Ђурађ се у последњи час поново тргао. Оптужио је, Турке да нису били искрени и да су хтели да га преваре. Он стога спреми Смедерево за одбрану, а сам оде у Мађарску, да настави почете преговоре о заједничкој борби. Султан Мехмед II је дошао с војском на Дунав и опсео и Смедерево и Београд. Намеру његову да Смедерево узме брзо, на јуриш, осујетила је храбра градска посада, која се јуначки одупрла. Напад на Београд извршен је у садејству с флотом, која је бројала на 200 лађа. Али и ту су Турци суочени са снажним отпором бранилаца. Посади стиже у помоћ једна на брзу руку прикупљена војска добровољаца, коју је одушевљавао Капистран. Иако није била од велике војничке користи, та добровољачка војска, састављена од људи с разних страна, значила је, ипак, известан прираст снаге, јер је дизала дух. Војвода Јанош Хуњади је најпре разбио турску невешто вођену речну флотилу, а онда је с новом војском ушао у Београд. Турци се нису надали дугој опсади. Веровали су да се напад може извршити брзо. Кад су видели да се ратовање отеже и да су у војсци због београдских баруштина настале болештине нареди султан Мехмед II да се и ту покуша са јуришем. Борба је била врло крвава. Турци су већ били продрли у београдску варош. Али Хуњадијеви јунаци извршише неколико противнапада и одбацише Турке. Одлично се показало и српско одељење, за које се казује да је имало изврсне стрелце. Турцима није ништа помогло ни то што је и султан Мехмед II ушао у борбу. Њихови извори приписују неуспех неслози румелијских бегова и томе, што су неки војници отишли у пљачку. После неуспелог јуриша, који је однео многе жртве, рањени султан Мехмед II нареди повлачење (23. јула 1456. године).

#### Крај крсташког рата
Али хришћани нису могли уживати у победи. Куга, која се беше појавила међу Турцима, захвати и браниоце. Болест се прошири преко целе Србије све до Дубровника. Од те заразе умреше и војвода Јанош Хуњади (11. августа) и Иван Капистран (23. октобра). Овај помор у хришћанској војсци био је и главни разлог, што она није могла да искористи ову несумњиву победу.
Хуњадијева смрт изазва метеже и грађански рат у Угарској. И ти сукоби омели су, поред куге, већи замах хришћанске војске после победе под Београдом.
Заморен, увређен, потиштен, и без вере да може нешто више добити, стари деспот Ђурађ Бранковић покуша поново да се измири са султаном Мехмедом II. Његов челник, Ђура Големовић, ишао је два пута у Једрене, да преговара о миру. Султан Мехмед II је био склон; постао је, уопште, мекши после неуспеха под Београдом. Али пре него што је могао добити коначни одговор деспот Ђурађ је умро на Бадњи дан 1456. године, искрено оплакан. Три недеље после Ђурђеве смрти склопљен је мир између Турака и деспотовог сина и наследника деспота Лазара. Овај је, иако најмлађи син, узео власт, јер су му оба старија брата била ослепљена. Мада слепи, они, међутим, нису били без владарских претензија, само, у овај час, они или нису хтели правити деспоту Лазару никаквих тешкоћа, или им је то унапред било онемогућено. Србија је новим уговором признала врховну власт Турске и обавезала се плаћати по 40.000 дуката годишњег данка.

### Страх од Турака у Босни
Од турске силе плашила се и Босна. Херцег Стефан се у јесен 1453. године и у пролеће 1454. године обратио свом старом пријатељу, краљу Алфонсу V Арагонском нудећи му савез. Његов син Владислав ишао је априла месеца у Лорето, да започне преговоре. Краљ Алфонсо V је херцегу Стефану 1. јуна 1454. године, у име своје и свога сина, потврдио све поседе, обећао му заштиту и помоћ и примио га за свог вазала, иако је знао да херцег Стефан остаје и даље у обавези према Турцима. Дубровчани су о херцегу Стефану Косачи, и после измирења, ширили најгоре гласове и поручивали су свакоме, да му не верују пошто је потпуно турски човек. Стварно, међутим, херцег Стефан Косача се држао Турака само зато што их се бојао и што није видео значајнијих успеха од хришћанске акције, а он сам већ се осетно колебао, да ли треба да наставља стару политику.
Краљ Томаш се у прво време бавио више западним питањима на својој граници, него источним.
Усред тих трзавица јавила се турска опасност у Србији. Краљ Томаш, као мађарски вазал, морао је да се придружи хришћанским савезницима, и он је то и обећавао. Чак му је и краљ Алфонсо V у пролеће 1455. године, честитао на тој одлуци. Папа Каликст III узео је 30. априла те године под своју заштиту и краља Томаша и његову државу, желећи да јој тиме у хришћанском свету појача значај, а и самој курији да да једну врсту не само моралне него и стварније обавезе. Краљ Томаш је, за време Мехмедове акције у Србији, упутио 3. маја из Јајца једно посланство војводи Јаношу Хуњадију, које је водио босански кустос, фратар Илија из Пожеге. Није нам познато шта су они том приликом казали великом ратнику, али је вероватно да су објашњавали зашто краљ Томаш не учествује у том походу.
Краљу Томашу је било јасно, да и Босну чека судбина Србије. Још од 1454. године, султан Мехмед II је тражио од њега, да му преда четири босанска града. Један од њих био је и град бистрички код Ливна, на крајњој западној граници Босне. Краљ Томаш Котроманић се обратио Млечанима, питајући за савет шта да ради. Мука је била попустити и дати сам прилику Турцима да се учврсте у земљи, а мука је била и изазвати их против себе. Краљ Томаш Котроманић је молио Млечане да му дају оружје за градове и да му, у случају пораза, обезбеде уточиште на свом подручју. Султан Мехмед II је 1456. године, тражио брз одговор од краља Томаша и 10.000 товара жита за исхрану своје војске у Србији. Млечани су му дали нешто помоћи (100 балистара) и обећали су му да ће га срдачно прихватити у случају ако се не може одржати у Босни.
После неуспеха под Београдом султан Мехмед II није напустио мисао о новој офанзиви али му је било стало до тог да покаже да је није напустио. Већ почетком 1457. године, он је упутио у Босну велики број мајстора, да му преко реке Саве спреме прелазе за војску, и уз те мајсторе послао је 8.000 војника да их чувају. Та је војска била уједно и опомена за краља Томаша Котроманића, како би што пре испунио турске захтеве. Стога се понашала, пролазећи кроз земљу, као непријатељ.

### Грађански рат у Угарској и сукоби у Србији
Краљ Томаш, уплашен, обратио се у Будим краљу Ладиславу V и папином изасланику тражећи савет и подршку. Али у Мађарској тога времена беше настао прави раздор. Између краља Ладислава V и синова војводе Јаноша Хуњадија дошло је до отворене борбе. Ладислав Хуњади је био погубљен по краљевој заповести због свог бунтовног става и због убиства грофа Улриха Цељског. У грађанском рату краљ Ладислав V је гледао како да одржи себе и престо, а није му било много стало, у тај мах, да се брине и о мукама босанског краља. Уз ту невољу, у кући, краљ Ладислав V се био заплео и у рат са царем Фридрихом III због наследства Цељских, пошто гроф Улрих није имао мушког потомства. И на самој папској курији, иако се желео рат, налазило се људи, који су препоручивали да треба бити опрезан и сачекати, док се не среде прилике у Мађарској. Ратоборна странка, у којој се налазило много свештеника, гурала је ипак стално у рат. Сам кардинал Карвајал беше у лето дошао у Босну, да подстиче краља Томаша Котроманића и да му обећава помоћ западног света. Краљ ТомаШ се под тим утицајем решио на активност, али је, ипак, претходно тражио од папе крст и заставу, као посвећена знамења за борбу, а у ствари да тим папу и остале хришћане више обавеже на сарадњу и помоћ. Стога је, врло опрезан, упутио свог искусног посланика Николу Тесту папи, краљу Алфонсу V, млетачком дужду и војводама миланском и бургундском, да им изложи краљев положај и да утврди шта се може конкретно добити. У исто време, још с пролећа те године, краљ Томаш је тражио извесног додира и са Скендер-бегом.
У Србији се за то време све јаче изражавала противност између две главне странке у земљи, туркофилске и мађарофилске. Прву су водили султанија Мара и њен брат Гргур, а с њима се слагала и деспотица Јерина и њен брат Тома Кантакузин. Јак ослонац имала је та странка у браћи Анђеловићима, потомцима тесалских севастократора Анђела. Њихов отац се у Новом Брду оженио Српкињом. Један од браће примио је ислам, постао Махмуд, видно се одликовао међу Турцима и, као повереник султана Мехмеда II, напредовао је до чина румелијског беглербега. Његов брат Михаило остао је у првославац, стекао деспотово поверење, и добио је част великог челника. Он је одржавао везе с братом и у Србији живо настојао, да се политика води без икаквог ослонца на Мађаре. Њиховом утицају приписује се, што је почетком 1457. године, дошло до мира између Србије и Турске. Другу, мађарофилску, странку водила је жена деспота Лазара, деспина Јелена, и други син деспота Ђурђа, Стефан. Деспина Јелена није имала мушке деце, па је желела да престо осигура својој кћерци удајом за неког од хришћанских принчева. Сам деспот Лазар, наследник деспота Ђурђев, колебао се, исто као и његов отац, између те две струје. Данас је јасно, да је туркофилска политика била стварнија, али није јасно шта би донела Србији, да је ту била и искрено прихваћена. Политика наслона на Мађарску била је диктирана интересима хришћанске солидарности, али од ње земља није видела праве користи. Напротив, због ње је Србија тешко страдала неколико пута. Силе средње Европе, које су долазиле у обзир да помогну Србији и Босни, имале су све својих криза и врло разнородне интересе и често су се узајамно бориле толико, да нису биле способне ни за какву другу акцију. Код Турака, међутим, владала је свесна једна воља, која је своју снагу улагала с планом, и стога је не само изгледала, него и стварно била неодољива.
У мађарски грађански рат умешао се и деспот Лазар, и то, наравно, на страни Хуњадијевих и Силађијевих противника. У априлу 1457. године, он је заузео Ковин, али је био потучен на Тамишу. Стога је, вероватно, у јесен те године пустио Турке, да преко његове територије упадну у Банат.
У јесен, 23. новембра 1457. године, умро је у Прагу млади мађарски краљ Ладислав V. После дугих преговора и криза изабран је за краља млади Матија Корвин, син војводе Јаноша Хуњадија, тек 24. јануара 1458. године. За то време, да је и било праве воље за то, о припремама за рат с Турцима још није могло бити правог говора. Босански краљ Томаш Котроманић је то видео и према томе се равнао. Убрзо, нови догађаји у Србији ставише преда њега сасвим нова питања и с тим у вези и нов курс политике. Један извештај из Босне од 21. априла 1458. године, каже, да се босански краљ измирио с Турцима и платио данак, „јер није могао радити друкчије”. Говорило се, да се покушао измирити и са херцегом Стефаном Косачом.

### Пад Србије

#### Стефан Бранковић као српски деспот
У ово време, прилично изненадно, умро је у Србији деспот Лазар, још млад човек, 20. јануара 1458. године. Он није имао мушког потомства и стога одмах након његове смрти почеше борбе око власти. Српско питање услед тога постаде актуелно за све суседе. Српске странке покушаше, да би избегле туђе мешање, да образују намесништво које би могло да задовољи и Турке и Мађаре. Мађарима би давали јемство слепи Стефан и Лазарева удовица деспина Јелена, а Турцима велики челник Михаило Анђеловић. Али, између намесника самих није било правог поверења, и то не само према великом челнику Михаилу Анђеловићу, него ни између Стефана и деспине Јелене. И од њих је свако гледао да он постане стварни господар. Ту обезглављеност искористио је први босански краљ Томаш. Он је одмах заузео Сребреницу са суседним местима на Дрини. Њу су Босанци, са још 11 градова, узели пре 22. фебруара.

#### Настанак Српско-босанске уније
Брзо потом краљ Томаш је дошао на мисао, да те борбе са Србијом обустави а и да нове тековине учини трајним. Најзгоднији начин за то био би, да се његов син Стефан ожени са најстаријом кћерком деспота Лазара, која је могла тад имати нешто више од десет година, и да се тако споји Босна са остацима деспотовине. Краљ Томаш је одавно са женидбом свог сина правио политичке рачуне и надао се од ње појачавању положаја и снаге Босне. Тако је раније, чак преко папе, тражио неку краљевску принцезу или моћну кнежевску кћер из Италије. Баш у ово време вођени су, и већ били довршени преговори, да се Стефан ожени једном од кћери (по свој прилици незаконитих) миланског војводе Франческа Сфорце, која је требало да донесе богат мираз. Милански изасланик већ је, с војводиним пристанком, дошао у Босну, кад се краљ Томаш предомислио и завршио просидбу у Србији.
Али ствари нису ишле лако. И Угарска је сама полагала много на Србију, нешто због њеног стратешког положаја, као грудобран за мађарско подручје, а нешто због њеног рудног богатства. Сам губернатор Мађарске, Михаило Силађи, водио је преговоре о томе да добије Србију, а у том га је свесрдно помагао Кардинал Карвијал. Иако ти преговори нису довели до жељеног резултата, они су показивали колику важност Мађари придају српском питању и да се неће моћи лако донети неко решење коме би они били противни. Краљ Томаш је то знао и стога је упутио краљу Матији, кад је он дошао у Београд, једно изасланство, да понуди споразум. Босанци су обећали краљу Матији признавање врховне власти и сарадњу у борби с Турцима. У преговорима су пристали да краљ Томаш лично дође у Мађарску и да краљу Матији положи заклетву. На тој бази дошло је до споразума. Краљ Томаш се у јануару 1459. године, налазио у Угарској и учествовао је на сабору у Сегедину. Мађари су потом дали пристанак, да се Босна уједини с деспотовином, пошто би обе, посредно, остале под њиховом врховном влашћу. Краљ Матија је краљу Томашу обећао и помоћ против Турака. Саветовао му је, да одмах пожури у Србију и преузме је .
Краљ Томаш га је послушао, јер је и сам то желео. За тринаест дана стигао је усред зиме из Сегедина у Јајце 31. јануара. Журба је била потребна и иначе. Од Турака се, с обзиром на њихове добре везе у земљи, није могло сакрити о чему се ради. Кад су чули за краљев одлазак у Мађарску упале су у Босну четири њихова бега са врхбосанског подручја и из Бихора, па су је похарали. Опсели су и сам Бобовац, у ком се налазио младожења Стефан, и град Врандук. Једва се Стефан искрао из опсађеног града и, кријући се, одјурио у Смедерево што је брже могао. Краљ Томаш је 10. фебруара обавестио о томе краља Матију молећи га да га не остави самог и помогне у одбрани Босне „не мање него своју властиту земљу угарску”.

#### Владавина деспота Стефана Томашевића
Са Стефаном Томашевићем пошао је у Смедерево и његов стриц Радивој. Кад су стигли тамо примио је Стефан власт 21. марта, а свадба је обављена 1. априла. Да је до спајања босанске и српске снаге дошло раније оно би, вероватно, могло бити од извесне користи; ако ни због чега другог а оно бар ради јачања моралне снаге за отпор. Сада је тај акт био без икакве користи. Српске земље биле су потпуно ослабљене и растројене. Ни Босна сама није имала праве вере у себе, а она је требало да води. Херцеговина и Зета нису улазиле с њом заједно ни у какву тешњу сарадњу. А према њима, завађеним и у узајамним борбама обневиделим, стајала је силна Турска, вођена једном вољом, понесена успехом, неодољива.
Ако се питање Србије није могло решавати без Угарске још мање се могло решавати без Турске. А за њих је било јасно, да неће дозволити да Србију добију њихови противници или неко ко би био противничко оруђе. Још током 1458. године, они су узели читав низ градова и области у Србији и свели деспотовину на врло уску област око Смедерева. Сада, кад је на смедеревски престо дошао један мађарски штићеник, они су решили да прекрате нејасне односе и да српској самосталности учине крај.
У самој Србији долазак босанског краљевића појачао је унутрашњу кризу. Слепи деспот Стефан није се мирио са мишљу, да деспотско наслеђе своје куће уступи Босанцу. Стога је брзо дошао с њим у сукоб и већ 8. априла морао напустити Србију. Туркофилска странка добила је услед тога и нешто легитимистичког оправдања и узела је осетног маха.

#### Турско освајање
Турску злу вољу изазвао је и краљ Томаш, кад је, да олакша положај сину, почео офанзиву против турских посада у Босни. Извесног успеха имао је при нападу на Ходидјед, који је попалио и похарао, а становништво му одвео у ропство. Али се Турци у Србији нису дали збунити. Млади нови деспот Стефан дознао је на време шта му се спрема, па је молио за помоћ и оца и Мађаре. Али му нико не прискочи у прави час. Мађари су били заузети унутрашњим борбама, а краљ Томаш није много могао. Обратио се папи, али без успеха. У једном извештају доминиканца Николе Барбућија, писаном у Јајцу 31. маја, каже се искрено и јасно како је уопште био очајан краљев положај. Краљ Томаш је признавао да му је веома тешко без помоћи са стране водити борбу против Турака. Јер он нема снаге да се носи сам са њима. У његовој земљи већина је „манихеја”, који више воле Турке него католичке силе, и он се, у случају борбе, не би смео на њих ослонити. Ево и сад, устао је против њега херцег Стефан као турски вазал. Херцег Стефан Косача је једва дочекао, да због заузетости краљеве добије слободне руке, па да прошири своје границе у северној Далмацији. Тако је средином јуна заузео тврди град Чачвину.
Кад су Турци стигли пред Смедерево млади деспот Стефан Котроманић нашао се сам према огромној турској сили,  у једном граду где је имао много начелних противника. Да олакша и себи и њима он се предао без борбе 20. јуна 1459. године. Турци су га пустили да с породицом и пратњом изађе слободно из града, али нису хтели да ослободе и малу мађарску посаду. Овако брзи пад Смедерева деловао је у Мађарској да не може бити горе. Краљ Матија оптуживао је и деспота Стефана и нарочито његовог стрица Радивоја као издајице, или, у најмању руку, као кукавице. Али су ти прекори били неосновани. И Радивој и деспот Стефан већ раније су објављивали да ће се морати предати, ако им не стигне на време достојна помоћ. Без ње је сваки покушај опирања Турцима био унапред осуђен на неуспех.

#### Епилог
Тако је у лето 1459. године, завршила свој политички живот средњевековна Србија. Напори који су чињени да се она спасе и уздигне, од Косовске битке 1389. године, до пада Смедерева 1459. године, показују једну огромну виталност и много државничке вештине. Држава је била, нема сумње, тешко подривана саблажњивим сценама борбе за власт и себичним прохтевима утицајних чланова династије и веће властеле; било је, исто тако, политичке кратковидости у односима између суседа владара Србије, Босне, Херцеговине и Зете; било је, нарочито у последњим фазама, више обесхрабрујуће вере у друге него у себе саме; али, у основи и да није било свих тих грехова и већих и мањих, судбина Србије после Маричке битке 1371. године и Косовске битке 1389. године, не би могла бити много друкчије. Њена је судбина,  слична судбини осталих балканских држава, судбина Србије предодређена свим оним што је претходило Маричкој и Косовској битци. То је цео државни склоп, који је носио феудални белег. Под утицајем Византије с истока и Мађарске са севера у Србији се развио управни систем, где су, сем двора, сву власт и моћ имала два сталежа: властела и црква. У Србији црква је, поред свих себичних тежњи, била и остала увек у додиру с народом, али је зато у Босни под њеним утицајем несумњиво и настао и одржаван онај дуги страховити раздор, који је отуђио велики део народа од државне идеје. Властела је, у исто време, на свим странама вршила разорни утицај. И према двору горе, и према народу доле, она је знала само за своје интересе. Да ојача себе властела, добрим делом, није зазирала ни од чега; у неким областима чак ни од савеза са очигледним државним непријатељима. Јачање властеле ишло је увек на рачун државне заједнице, а уз то и на рачун могућности сарадње са суседима. У целој првој половини XV века ми немамо ни један једини случај где би се владари и водећа властела нашли на једној линији, а било их је више, где су, у одлучним часовима, једни другима забијали нож у леђа. Ауторитет централне власти, који је у извесној мери, у другој половини своје владавине, постигао деспот Стефан Лазаревић није могао да се одржи под његовим наследницима. Деспота Ђурђа, који је био јака личност, ломиле су многе недаће; а његови наследници страдали су на првим корацима, јер нису представљали никакву снагу. Чедомиљ Мијатовић имао је у доброј мери право кад је једном приликом казао, да су Турци у Европи „имали да се боре управо са инвалидским државама”.
Према њима тако растројеним стајала је турска снага, свежа, понесена успесима, вођена једном вољом која је знала шта хоће. Турци су прешли у Европу као војничка организација и као такви постигли су све успехе. У акцији они су учествовали сви, сви без разлике, свесни да је успех дело целине и да припада свима. Повезани у једну азијатски покорну заједницу врховној вољи, они су, у исти мах, знали, да лична вредност доноси све услове за напредак и да начелно нема никакве препреке, да се од обичног јаничара напредује до везира. Борба за веру и њено ширење доносила је награду и на земљи и на небу; постати гази и шехит то су највећи успеси које је један муслиман могао зажелети.
Кад су добро осмотрили прилике на Балкану они су с планом, који су балканске државе касно прозрели, пошли за тим да од њега створе, како се то данас каже, свој животни простор. Преношење њихове престонице у Једрене казивало је очигледно, да су они још тада били на чисто, да ће ту, на европском терену остати, пустити корен, и почети ширити своју власт. Успеси против Грка и Бугара били су релативно лаки; са Србијом је било више тешкоћа, али је срушена и она. Од краја XIV века против њих се јавља као нови непријатељ и као организатор отпора северних и северозападних балканских народа Мађарска држава Средње Европе. Осетивши мађарске тежње, потекле из самоодбране, Турци су онда, сасвим природно, пошли да најпре с тим народима изведу чист рачун, да их учине политички безопасним и да, потом, преко обезбеђеног подручја поставе своје нове мете и границе. Срби су се нашли на најважнијем месту. На њих су рачунали и Турци и Мађари; њихова земља представљала је главно подручје одбране за Мађаре и најпогоднију базу за Турке. Са српским бедемом најбоље се бранила Средња Европа; без Србије није била довољно сигурна турска територија не само у моравској долини, него ни у Бугарској.
Постављени између Турака и Мађара Срби нису могли водити никакву независну политику. Могли су само да или читаво време „балансирају” између њих, или да се, у одлучним моментима, придруже или једној или другој страни. Срби су, видели смо, покушавали све. Али политику неутралности нису дали ни Турци ни Мађари. Они су хтели чисте односе. У својој политици, зазирући од турске опасности, Срби су од почетка XV века прилазили више Мађарима. Било је ту и хришћанске солидарности и уверења да их Мађари могу заштитити. На жалост, тај је рачун био скроз погрешан. И Мађарска је патила од исте унутрашње болести од које и балканске државе; од краља Сигисмунда до краља Матије Корвина сви су њени владари морали да преброде тешке кризе. Сем тога, Мађарска тога времена, мада је Турчин био скоро на прагу, није ипак у довољној мери и на време обраћала пажњу на њих и на балканску ситуацију уопште, него се била заплела и на другим странама. Своје балканске потезе Мађари су изводили на махове, али нису од тога направили доследан и трајан систем. Срби су се ослонили на силу (у колико је то Мађарска могла бити), која није била довољно чврста, и природно је да је морала настрадати. Са доласком борбеног и енергичног султана Мехмеда II, који је настојао да Балкан направи потпуно својим, морала је престати сва политика српског лавирања. У осталом, кад је он предузео одлучни корак да учини крај самосталности српске деспотовине, српско питање било је у основи давно решено. Огромна већина српског народа налазила се већ од раније под влашћу султана; 1459. године, угашена је само привидна власт српске деспотовине, која је била сведена на непуна два-три среза.

#### Последице
Напад Турака на Србију није прошао без штете и за суседно босанско, зетско и херцеговачко подручје. Турски одреди залетали су се и у суседне области и вршили пљачке и отимачине. До папске курије пронела се вест, да је краљ Томаш ступио у савез с Турцима и да их је чак позвао у помоћ против свог таста херцега Стефана, с којим се, баш у ово критично време, сукобио око града Чачвине. Ова је вест узбудила самог папу и појачала је раније сумње на Босанце ширене поводом пада Смедерева. Наређујући хварском бискупу да испита целу ствар, папа га је овластио да на краља Томаша баци проклетство ако нађе да је вест истинита, па је ту поруку, после неколико недеља, у априлу 1460. године, и поновио. Кардиналу Карвајалу, који је из Мађарске слао у Рим веома неповољне извештаје о краљу Томашу, папа Пије II писао је 7. јуна исте године, да је и он о њему стекао исто мишљење.

### Освајање Мореје (1458–1460. године)
Морејска деспотовина се граничила са јужним османским балканским поседима. Османлије су већ извршиле инвазију на регион у време владавине султана Мурата II, уништавајући византијску одбрану – зид Хексамилион – на Коринтској превлаци 1446. године. Пре коначне опсаде Константинопоља, султан Мехмед II је наредио османским трупама да нападну Мореју. Деспоти, Димитрије Палеолог и Тома Палеолог, браћа последњег цара Константина XI Палеолога Драгаша, нису успели да пошаљу никакву помоћ. Хронична нестабилност и плаћање данка Турцима, након мировног уговора 1446. године, са султаном Мехмедом II, резултирали су албанско-грчком побуном против њих, током које су браћа позвала османске трупе да помогну у гушењу побуне. У то време, један број утицајних Морејских Грка и Албанаца склопио је приватни мир са султаном Мехмедом II. После више година неспособне владавине дојие деспота, њиховог неуспеха да плаћају годишњи данак султану Мехмеду II, и коначно сопствене побуне против османске власти, султан Мехмед II је ушао у Мореју маја 1460. године, Престоница Мистра је пала тачно седам година после Константинопоља, 29. маја 1460. године. Деспот Димитрије је завршио као заробљеник Османског султана, а деспот Тома је побегао на Апенинско полуострво. До краја лета, Османлије су успеле да потчине готово све градове које су поседовали Грци.
Било је отпора неко време. Острво Монемвасија је одбило да се преда и њиме је накратко владао каталонски корсар. Када га је становништво истерало, добило је Томин пристанак да се потчини папиној заштити пре краја 1460. године. Полуострво Мани, на јужном делу Мореје, пружало је отпор под лабавом коалицијом локалних кланова, а област је тада дошла под власт Венеције. Последњи тпор пружио је Салменико, на северозападу Мореје. Граицас Палеолог је био тамо војни командант, стациониран у замку Салменико (такође познат као замак Оргија). Док се град на крају предао, Граицас и његов гарнизон и неки градски становници су се задржали у замку до јула 1461. године, када су побегли и стигли на територију Венеције.

#### Пропаст Мореје и последице
Убрзо је моћно турско царство приграбило и остатак грчких, као и латинских и словенских поседа на Балкану. Године 1456. у османске је руке већ пала Атина, а Партенон, који је већ читави миленијум био црква посвећена Девици Марији, претворен је у турску џамију. Међутим, Турци се нису ту зауставили, већ су узимали све више маха. У њихове руке пала је Мореја, а 9. новембра 1460. године, заробили су у борби ујака краља Матије, Михаила Силађија, несуђеног деспота Србије. Други браниоци Мореје, деспоти: Тома и Димитрије су побегли (Тома у Италију, а Димитрије, непријатељ Латина, је отишао код султана Мехмеда II).
У Мађарској се дигла права буна против краља, а сам краљ Матија заплео се у дуги рат с царем Фридрихом III и трошио снагу на више страна. Мађари сами нису крили, да без помоћи запада не могу издржати борбу против Турака и да ће бити присиљени да се нагађају с њима. То нису биле просте претње, него су они заиста и почели неке преговоре. Папа Пије II предузимао је све што је могао да крене хришћански свет на неки већи подвиг против Турака. Сазвао је за то и нарочити сабор у Мантови и намењивао цару Фридриху III улогу хришћанског капетана. Али је све било узалуд. Шта се могло постићи кад су цар Фридрих III и краљ Матија сматрали један другога као непријатеља сличног Турцима?

### Последње године краља Томаша
Папска курија посматрала је ствар више идеолошки него стварно; али и да није било тако, она је, као главна духовна сила, сматрала за своју дужност и хришћанску и политичку да утиче на све кругове да ублаже своје противности и да се уједине у борби против турског освајача. Стога је папа стално тражио од Босне да се приближи Мађарској и веже што чвршће за њу. Краљ Томаш је по целој својој дотадашњој политици био за западну оријентацију, али је имао пред очима и турску опасност. Турци су већ били закорачили у Босну и могли су прећи у напад кад год су хтели; помоћ Мађара и запада била је, међутим, „на дугом штапу”. Стога је сасвим појмљиво што се колебао. Тој општој несигурности ваља још додати и домаћу. У то тако мутно време, пуно зле слутње, мржња између краља Томаша и херцега Стефана није попуштала. Херцегов изасланик у Млецима говорио је јавно, да би, данас заборављени град, Чачвину, око кога су се крвили, волео пре видети у рукама Турака, него у краљевим. Сав свет је видео, да та ситничарска борба, која црпи снагу, не води ничему. Млечани су им то говорили без устручавања, наглашавајући им у исти мах, да то крвављење може завршити једино катастрофом обојице, као што је био случај са Грцима у Мореји. Али та њихова борба може да буде опасна и по остали хришћански суседни свет, а нарочито за Далмацију, до које је Млечанима било много стало.
Почетком 1461. год. стигло је у Млетке херцегово посланство доносећи једно његово изванредно важно писмо. Оснивачу Херцеговине било је сасвим јасно каква га судбина чека. Болно, и са горким искуством, он је говорио о „неверном поганину”, који је сломио редом Византију, Србију, Влашку и Мореју. Није далеко време када ће и њега „прождерати”. Предвиђајући ту могућност он је молио Републику светог Марка, да му уступи неки град на неком острву или и неко острво, на ком би се могао склонити. Млечани су га тешили и умиривали, али су му и обећали уточиште на острву Ластову. Сем тога, Млеци су му обећали, по жељи, да ће и посредовати на Порти у његову корист. На херцега Стефана су нарочито тешко деловали поновна свађа и сукоб са сином Владиславом, који се побунио против њега позивајући у помоћ Турке и можда је био у савезу са краљем Томашем.
Краљ Томаш је, међутим, предузимао све што је могао, да поправи свој глас у Риму. Мађари су радили стално против њега, али не само из старе мржње, него и због тога што су били чули да краљ жели добити круну од папе. Они су у том, са разлогом, гледали тежњу босанског владара да постане вазал Свете Столице, а да се ослободи непосредне везе с њима. Зато су поручивали у Рим, да би они то давање круне сматрали као акт непријатељства против себе и да би у том видели изједначење босанског краља дотадашњег свог вазала са мађарским, што не би могли прихбатити. Краљ Томаш је заиста то желео, али у овај мах било му је прече да поправи свој положај у Риму, него да га отежава. И у том је успео. Свакако на основу распитивања и извештаја, на курији се почело увиђати да краљ Томаш и његова акција нису били тако црни како их је представљао Будим. Сем тога није се желело да се краљ Томаш одбијањем отера у турски табор, јер се, очигледно, не би могао одржати неутралан између две тако опасне комбинације. Да охрабри краља Томаша и народ папа је 23. марта 1461. године, наредио сплитском надбискупу, да одмах објави његову булу о крсташком рату, ако би Турци напали или краља Томаша или херцега Стефана Косачу. Краљ није дочекао све резултате ове акције и његових преговора. Умро је средином јула 1461. године, пошто је боловао неколико недеља. Вести о његовој насилној смрти, која су после ширена, немају никакве основе у изворима.

### Стефан Томашевић постаје босански краљ
Његов наследник, бивши српски кратковремени деспот, Стефан Томашевић изменио је у донекле политику свог оца. Још истог лета започео је перговоре са херцегом Стефаном и измирио се с њим. То је био несумњиво врло важан преокрет, иако није донео већих последица. Док се измирио с херцегом Стефаном Косачом краљ Стефан је наставио непријатељства у Хрватској, нарочито са баном Павлом Сперанчићем, кога је мрзео као и Турке. Против њега склопио је савез са херцегом Стефаном и крбавским кнезовима. Млечани су сами признавали да је бан Павле био напаст од човека и да је изазвао против себе све суседе, али су ипак посредовали за њега. Босанцима посебно нису дали да узму град Клис означавајући га као град њихове сфере.

### Пропаст Трапезунтског царства
У септембру 1461. године, пало је под турску власт и Трапезунтско царство и тиме је и последњи комадић грчкога тла дошао под турску власт.
Султан Мехмед II је кренуо са војском из Бурсе копном, а имали су и османску морнарицу. Пре битке му се придружила војска Исмаиловог брата Ахмеда након чега су заузели Синоп. Када су кренули на Трапезут опколили су град који је после месец дана опсаде 15. августа 1461. године, султану Мехмеду II  предао цар Давид II Велики Комнин.

#### Освајање Трапезунта (1460–1461. године)
Цареви Трапезунта су склапали савезе кроз бракове са разним муслиманским владарима. Цар Јован IV Трапезунтски удао је своју ћерку за сина свог зета султана Узун Хасана, владара Ак Којунлуа (познатог и као Туркомани Белог Овна), у замену за обећање да ће бранити Трапезунт. Обезбедио је и обећања подршке од турских бегова из Синопе и Караманије, и од краља и кнезова Грузије. Османлије су биле мотивисане да заузму Трапезунт или да добију годишњи данак. У време владавине султана Мурата II први пут су покушали да заузму престоницу морем 1442. године, али је лоше време отежало искрцавање и покушај је одбијен. Док је султан Мехмед II био у опсади Београда 1456. године, османски гувернер Амасије напао је Трапезунт, и иако је поражен, узео је много заробљеника и узео тежак данак.
Након Јованове смрти 1459. године, његов брат Давид је дошао на власт и тражио од разних европских сила помоћ против Османлија, говорећи о изванредним плановима који су укључивали освајање Јерусалима. Султан Мехмед II је на крају чуо за ове интриге и био је изазван Давидовим захтевом да султан Мехмед II отплати данак наметнут његовом брату.
Султан Мехмед II Освајач је одговорио у лето 1461. године. Он је предводио значајну војску из Бурсе копном и османску морнарицу морем, прво до Синопе, удруживши снаге са Исмаиловим братом Ахмедом (Црвени). Заузео је Синопу и окончао званичну владавину династије Јандарид, иако је именовао Ахмеда за гувернера Кастамонуа и Синопе, да би исте године опозвао именовање. Различитим другим члановима династије Јандарид понуђене су важне функције током историје Османског царства. Током похода на Трапезунт, султан Узун Хасан је послао своју мајку Сару Хатун као дипломату; док су се пешке успињали уз стрме висове Жигане, упитала је султана Мехмеда II зашто се тако мучи за Трапезунт. Султан Мехмед II је одговорио:
"Мајко, у мојој руци је мач ислама, без ове невоље не бих заслужио име Гази, а данас и сутра морам да покријем лице од стида пред Аллахом."
Пошто је изоловао Трапезунт, султан Мехмед II га се брзо обрушио на њега пре него што су становници схватили да долази, и ставио га је под опсаду. Град је издржао месец дана пре него што се цар Давид Велики Комнин предао 15. августа 1461. године.

### Покоравање Влашке (1459–1462. године)
Османлије су од раног XV века покушавале да доведу Влашку (османски турски: والاچیا) под своју контролу постављањем сопственог кандидата на престо, али је сваки покушај завршавао неуспехом. Османлије су посматрале Влашку као тампон зону између себе и Краљевине Угарске и за годишњи данак се нису мешале у њихове унутрашње ствари. Две примарне балканске силе, Мађарска и Османлије, водиле су трајну борбу да Влашку учине својим вазалом. Да би спречили да Влашка падне у мађарско окриље, Османлије су ослободиле младог војводу Влада III (Дракула), који је провео четири године као Муратов заробљеник, заједно са својим братом Радуом, како би Влад могао преузети трон Влашке. Његова владавина је, међутим, била кратког даха, пошто је војвода Јанош Хуњади напао Влашку и вратио свог савезника војводу Владислава II, из огранка Данести, на престо.
Влад III Дракула је побегао у Молдавију, где је живео под заштитом свог ујака кнеза Богдана II. У октобру 1451. године, кнез Богдан II је убијен и Влад III је побегао у Угарску. Импресиониран Владовим огромним знањем о начину размишљања и унутрашњем деловању Османског царства, као и његовом мржњом према Турцима и новом султану Мехмеду II, војвода Јанош Хуњади се помирио са својим бившим непријатељем и покушао да убеди Влада III да му буде саветник, али је Влад III то одбио.
Године 1456, три године након што су Османлије освојиле Цариград, запретиле су Угарској опсадом Београда. Војвода Јанош Хуњади је започео усаглашени контранапад у Србији: Док се сам пребацио у Србију и ослободио опсаде (пре него што је умро од куге), Влад III Дракул је повео свој контингент у Влашку, поново освојио своју родну земљу и убио војводу Владислава II.
Султан Мехмед II је 1459. године, послао изасланике војводи Владу III да га позову да плати одложени данак од 10.000 дуката и 500 регрута за османске снаге. Војвода Влад III Дракул је то одбио и наредио је да се османски изасланици погубе тако што су им турбане приковали за главу, под изговором да су одбили да скину своје „шешире“, пред њим јер само скидају турбане пред Алахом.
У међувремену, султан Мехмед II је послао никопољског бега, Хамза-пашу, да склопи мир и по потреби елиминише војводу Влада III. Војвода Влад III је поставио заседу; Османлије су опкољене и скоро сви су заробљени и набијени на колац, а Хамза-паша набијен на највиши колац, како је и доличило његовом чину.
У зиму 1462. године, војвода Влад III је прешао Дунав и спалио целу бугарску земљу на простору између Србије и Црног мора. Наводно, прерушивши се у турског спахију и користећи своје познавање турског језика и обичаја, војвода Влад III се инфилтрирао у османске логоре, поставио заседу, масакрирао или заробио неколико османских снага. У писму краљу Матији Корвину од 2. фебруара писао је:
"Убијао сам сељаке, мушкарце и жене, старе и младе, који су живели у Облучици и Новоселу, где се Дунав улива у море, до Рахове, која се налази близу Чилије, од доњег Дунава до места као што су Самовит и Гхиген. Убили смо 23.884 Турака не рачунајући оне које смо спалили по кућама или Турке којима су наши војници секли главе... Дакле, ваше височанство, морате знати да сам прекинуо мир са њим (султаном Мехмедом II)".
Султан Мехмед II је напустио опсаду Коринта да би покренуо казнени поход на војводу Влада III у Влашкој, али је претрпео пораз у ком је изгубио много војника у изненадном ноћном нападу који је предводио војвода Влад III Дракул (Змај), који је очигледно имао за циљ да лично убије султана Мехмеда II. Међутим, политика чврстог отпора Османлијама коју је спроводио војвода Влад III није била популарна, а издала га је помирљива фракција бојара (локалне аристократије), већина њих су подражвали Данесте (супарничка кнежевска грана). Његов најбољи пријатељ и савезник кнез Стефан III од Молдавије, који је обећао да ће му помоћи, искористио је прилику и уместо тога напао га покушавајући да поврати тврђаву Чилија. Војвода Влад III је морао да се повуче у планине. Након тога, Османлије су заузеле влашку престоницу Трговиште и султан Мехмед II се повукао, оставивши војводу Радуа III као владара Влашке. Тураханоглу Омер бег, који је одлично служио и уништио силу од 6.000 Влаха и положио 2.000 њихових глава пред ноге султану Мехмеда II, такође је, за награду, враћен на своју стару гувернерску функцију у Тесалији. Влад III је на крају побегао у Мађарску, где је био затворен због лажне оптужбе за издају против свог господара краља Матије Корвина.

### Стефанови преговори са папом
Краљ Стефан се обратио и у Рим, настављајући тамо где му је отац стао. Његови посланици изнели су, како је краљ Стефан добио вести да се Турци идуће године спремају за поход на Босну и да је он већ тражио помоћ код суседа, Мађара, Млечана и Арбанаса. Природно је, да је тражи помоћ од Рима, чији је ауторитет у хришћанском свету тако велик. Његов отац краљ Томаш Котроманић није био довољно енергичан с обзиром на турску опасност с поља и богумилску изнутра, али он у односу према Риму жели ићи до краја. То уверавање краљ Стефан је давао износећи у исти мах жељу, да му папа пошаље краљевску круну. С том круном, уверавао је он, добиће више ауторитета и према својим поданицима и према Турцима, који ће иза њега видети значајан хришћански фронт. Папин утицај помоћи ће му и код Мађара и код Млечана. Турци у његовој земљи раде с планом. Подижу нове градове, а у исто време буне сељаке обећавајући им ослобођење од феудалаца. С том агитацијом постижу и успехе. Босна је сад, после Србије, прва на удару Ако њу сломе они се неће ту зауставити. После Босне долазе на ред Угарска и Далмација, Крањска, па чак и Италија и сам Рим.
Папа Пије II желео је истински да појача краљев положај. Стога се и решио да му испуни жељу и пошаље краљевску круну. Краљ Матија био је стављен пред готову чињеницу, коју му је папа Пије II, истина, јавио, али коју овај није више могао изменити. У новембру 1461. године, краљ Стефан се свечано крунисао у Јајцу, у присуству свих великаша земље и херцеговића Влатка као очевог заменика. Љут, правећи се да нема поверења у краља Стефана, краљ Матија је тражио, да му уступи своје градове на турској граници. Краљ Стефан је ушао у преговоре, али не са намером да их изврши него да би добио на времену. Надао се и помоћи курије. Тамо су већ раније били пристали да дају круну босанском краљу и још 1446. године, она је била израђена од злата и упућена у Сплит. Сад, кад је папа Пије II, најзад, испунио њихову жељу Босанци су веровали, да ће он знати и како да придобије поверење Мађара. Мађари су, заиста, дошли у тежак положај. Због папе нису могли ништа предузети што би могло показати њихову злу вољу, али нису могли ни поднети без поговора, да се Босанци на неки начин ослобађају будимског туторства и привијају се уз Рим. Тако се догодило да крунисање није донело краљу Стефану очекивану корист. Мађари су остали кивни на њега и нису му добро мислили, а код Турака то је крунисање створило уверење, да Босна прилази њиховим непријатељима и да је зато треба онеспособити, а Босна је предосећала то и крајем маја 1462. године склопила мир са Мађарима, па чак и отказала плаћање данка Турцима, само да би разбили сумње.

### Херцеговачки грађански рат 1462. године
У ово време, гоњен сплеткама и грабљивошћу, херцегов син Владислав, који је у борбама с оцем 1461. године, имао мало среће, отишао је код султана Мехмеда II и вероватно оптужио оца да сарађује са Мађарима и западним силама. Са турском војском кренуо је блудни син на оца коме Турци нису више веровали. Владислав је тражио пола Херцеговине, а Турци 100.000 дуката или три града: Чачвину и код Требиња Мићевац и Клобук, и прекид свих веза са куријом и Млецима. У борби код Плеваља херцегова војска претрпела је у лето 1462. године, тежак пораз. Уплашени за себе, а огорчени на Владислава, Дубровчани су потајно помагали херцега Стефана Косачу. Касније су и они и Млечани активно настојали да дође до измирења. Херцег Стефан је уступио сину четвртину земље и тим га је некако смирио, али турску опасност није више могао отклонити. Као посредници они су се учврстили у источној Херцеговини и сад су само чекали прилику да продру даље.

### Пад Босне

#### Турске припреме
Крајем јануара 1463. године, стигли су у Дубровник посланици краља Стефана Котроманића и херцега Стефана Косаче са предлогом, да заједно с представницима Републике светог Влаха пођу краљу Матији и да му саопште узнемиравајуће вести о турским припремама и намерама. Босански посланици отишли су и Скендер-бегу. Опрезни Дубровчани нису хтели да учествују у том посланству извињавајући се на све начине. Краљ Стефан је током фебруара обавестио о турској опасности и Млетке и папу, молећи за помоћ.
Већ у марту почели су упади турских чета у Херцеговину и извиднички налети по Босни. Босанци и Херцеговци спремали су се на све стране. Први пут у историји тих области није било ниједне значајније личности, која би јавно водила своју политику и тражила додира с непријатељем, иако се сви нису слагали с краљем Стефаном. Није се издвајао чак ни толико непоуздани Владислав Херцеговић. Али сва снага Босне и Херцеговине није била дорасла Турцима. Она се с њима не би ни усудила сама ухватити у коштац. И краљ Стефан и великаши рачунали су само на помоћ са стране. Али од те помоћи није било никаквог озбиљнијег гласа ни од папе, ни од Млетака, ни од Мађара. Стизале су само утехе, храбрења и обећања. Видећи то краљ Стефан се уплашио и решио је да понуди Турцима споразум. Он, колико се чини, није уопште био неки борбен човек, а пред оваквом опасношћу имало се и разлога бити крајње опрезан. По причању Константина Јаничара босански посланици дошли су на Порту у пролеће и молили су примирје на петнаест година. Султан Мехмед II им није дао никакав одговор и отишао је у Једрене, а његове паше намерно су преварили Босанце. Пристали су на неискрено примирје, да се Босанци не би даље спремали за одбрану, а одмах су након њиховог одласка, након четири дана, упутили војску. Константин казује, да је он сам случајно чуо тај договор паша и да је о том обавестио босанске посланике, али да му ови нису хтели веровати. Противници краљеве политике, који су хтели да Босна извуче неку корист из искуства које је имала Србија са својом политиком против Турака, нападали су га сад јавно због незгоде у коју је уплео земљу. У Босни је била стално јака антикатоличка опозиција. Сад је она добила маха, кад је видела како је краљ Стефан Котроманић, под утицајем Рима, довео земљу пред ратну опасност, а како од обећаване помоћи нема ништа. Говорило се после, и то није невероватно, да их је било и који су обавештавали Турке о краљевим преговорима и који су позивали султана Мехмеда II да посредује. Између Мађара и Рима с једне и Турака с друге стране један део Босанаца определио се за ове Турке. То нису били, колико сад знамо, војводе и кнезови, него по свој прилици нижи слојеви.

#### Операције Али-бега
Султан Мехмед II је заиста био чврсто решен, да, као у Византији и Србији, рашчисти положај и у Босни. Он је лично повео војску и кренуо преко Скопља и Косова. Али-бегу, турском заповеднику у Србији, било је наређено да на Сави и Дунаву изводи разне војничке операције, како би Мађари поверовали да се спрема упад на њихово подручје. Краљ Матија је био обавештен да се султан Мехмед II спрема за рат и лично је, на самом почетку 1463. године, поручивао краљу Стефану и херцегу Стефану да се, ради бољих изгледа у борби, држе заједно. Млечани су му још у току јануара и марта препоручивали да он сам предухитри Турке. Али краљ Матија нити је могао нити је смео то учинити. Његови посланици у Млецима говорили су још у мају 1463. године, да нису сигурни како би зе завршио тај подухват и тражили су од Републике светог Марка, помоћ не у флоти, него баш у копненој војсци. Кад се видело да је султан Мехмед II започео поход краљ Матија Хуњади је послао на југ свог рођака Јована Понграца с нешто војске, да би заштитио јужне угарске границе. Турци из Србије били су за то време продрли све до Темишвара. Ту их је Понграц сузбио. Али су Турци могли бити задовољни, јер су унели забуну међу Мађаре и лишили Босну сваке помоћи са те стране. Али-бег је и после тога, задржавајући Мађаре, вршио демонстративне испаде по Срему и Бачкој.

#### Поход на Босну
Султан Мехмед II је међутим из Сјенице ударио на Дрину. Упао је најпре у области херцега Стефана и браће Павловића, војводе Петра и његовог брата Николе. Не знамо ништа поузданије о том, да ли су они пружили некакв отпор и да ли су настрадали приликом тог прелаза или касније, приликом султановог повратка, како бележе неки не баш много сигурни хроничари. Сигурно је само то, да су нестали из извора у току ове године, у овом походу. Твртко Ковачевић-Диничић, господар средњег Подриња, предао се Турцима и био је погубљен. Удовица краља Томаша спасла се бегом код свог брата херцеговића Владислава, који се био склонио у западну Херцеговину, исто као и њихов отац, херцег Стефан с целом породицом. На херцеговачком подручју Турцима се активно није одупро нико с већом снагом, него су се неке војводе и кнезови затворили у своје тврде градове и бранили се одатле. Турци су продрли и у Херцеговину, све до иза Љубушког, и преотели су више градова. Целу земљу, и Босну и Херцеговину, обузела је страховита паника. Глас о султановој сили ишао је као планински пожар испред ње и избезумљивао и мало и велико.
Главна султанова војска ишла је право у срце Босне. Стигла је најпре пред тврди Бобовац. Тамо је већ 20. маја стигао и сам султан Мехмед II Освајач. Добро утврђен, на тешко приступачном месту, град се сматрао као један од најсигурнијих. Ту се чувала краљевска круна и главни део државне благајне. Султан Мехмед II Освајач је лично, зачуђен његовим положајем, спремао ту посебне топове, да би га што сигурније савладао. Али му је даљи посао уштедео заповедник града Радак, који је, заплашен и намамљен обећањима, предао град. Султан Мехмед II је, међутим, вероломног издајицу погубио презревши и њега и његово дело. Из Бобовца журили су Турци одмах даље. Претходницу од 20.000 људи водио је Махмуд-паша Анђеловић, добар познавалац прилика не само у Србији него и у Босни. Султан Мехмед II Освајач упутио се на босанску престоницу, на лепо и добро утврђено Хрвојево Јајце. На путу Турцима важно и утврђено Високо предало се само.
Краљ Стефан није га смео сачекати, него је хитао према западу. Константин Јаничар, сам учесник у овом походу, прича, да је "радио и дању и ноћу о том, да би могао хитно скупити некакву војску. "На том путу краљ Стефан Котроманић се задржао у тврдом граду Кључу. Чудновато је да није ишао према Сави, Мађарима, или у Далмацију, Млечанима, него је отишао баш у Крајину, на крајњу границу своје државе према Хрватима, од којих, у тај мах, није могло бити никакве самосталне помоћи. Махмут-паша, који је гонио краља Стефана, дознао је од једног издајице да се краљ Стефан Котроманић налази у Кључу и одмах је понудио преговоре краљу. Обећавао је, да ће му поштедети живот под условом да му се преда сам и да преда и своје градове. Махмуд - паша је тако поступао раније и са грчким деспотом Димитријем Палеологом. Желео је, да краљевом предајом скрати цео процес и постигне очигледан успех. Има вести да је краљ покушао и да се бори под Кључем, али оне нису много поуздане. Сигурно је само да се предао. За краљевог стрица Радивоја казује се, да је био заробљен у граду Звечају.

#### Погубљење краља Стефана и пад Босне
Краљ Стефан је поверовао, да ће Турци и овог пута имати обзира према њему онако, како је било и приликом пада Смедерева. Хтео је да се спасава сазнавши за општу панику, а видећи да има и издајства и пасивности. Од мађарске помоћи није било никаквог гласа. Краљ Матија Хуњади га је можда и намерно оставио, да се сам понесе с Турцима. У самој земљи није било примера пожртвовања, који би га опомињали да не попусти, нити је било правог страдања за неку већу идеју. Рационално је господарило над сентименталним и идеалима. У осталом, с ким је могао наставити борбу? И какви би могли бити изгледи те борбе? Видећи да је све изгубљено, краљ Стефан Котроманић је повио главу и пристао на турске услове. Махмуд - паша Анђеловић га је, као заробљеника, повео султану Мехмеду II под Јајце. Турски хроничар XV века, Дурсун бег, који даје доста појединости о босанској катастрофи, у којима се легенда испреплиће са истином, прича, да је краљ Стефан био „огроман”, „стаса као Хезбег”, и да је много пио.
Султан Мехмед II је заузео Јајце, пошто га је опседао неколико дана, без великих жртава. Као и други градови предало се и оно, кад се видело да је отпор узалудан. Под Јајцем он је судио и несрећном босанском краљу. Султан Мехмед II био је љут на њега због целе његове несталне политике. Налазио је, да се краљ Стефан Котроманић показао не само непоуздан, него и незахвалан на указаној милости. И зато сад није хтео да му поштеди живот, нити је признао Махмутово обећање. Случај Стефанов требало је да послужи као свирепа опомена другима. Ашик-паша, турски хроничар, изрично каже, да је султан Мехмед II Освајач рекао: „Ако неке градове дамо овом краљу, извор за рат остаће!” И стога је издао наредбу да одсеку главу и њему, као и краљевом стрицу Радивоју, који је с њим заједно, од Смедерева, водио политику нелојалну према султану Мехмеду II. Предање каже, да је верски поглавица и пратилац султанов дао султану Мехмеду II Освајачу и савет и образложење за такав поступак упозоривши га, да не треба дозволити да га два пута уједе иста змија. С краљем Стефаном Котроманићем заједно Турци су заробили и двоје Томашеве деце од друге жене, Сигисмунда и Катарину, и њих је султан Мехмед II одвео са собом.

#### Епилог
Читав овај поход и све са њим у вези било је свршено за једва шест недеља. Већ крајем јуна султан Мехмед II Освајач се кретао натраг и 7. јула налазио се поново у Сјеници. У Босни је, у свима већим градовима, оставио своје мале посаде. Босанска краљевина била је уништена и обезглављена, надживевши Србију само за четири године.
Босна је пропала не баш „шапатом”, како се после фигуративно говорило, али без и једне борбе достојне помена и запамћене у народној традицији. Она нема ни своје Марице, а камоли величанственог Косова. Ниједна држава на Балкану није пала са мање отпора и брже! И у Бугарској, која је исто тако подлегла без достојнијег самопрегора, било је ипак нешто више трагике у отпору, иако је њен положај према блиским турским средиштима био тежи од босанског. Какав се отпор могао пружити у непроходним босанским прашумама и тврдим орловским градовима. Очигледна је ствар, да је земља, због унутрашње трулости, била склона паду и да у њој самој народ није био васпитан за жртве за неке велике идеале. Скендер-бег је у својој малој врлетној Албанији задивљавао свет својим прегалаштвом; чак се мали и увек рачунски Дубровник спремао на борбу до истребљења. Завађена верски; лишена осећања праве државне независности због сталног мађарског притиска и угрожавања; са незадовољним сељаштвом; затрована грађанским ратовањем, коме је циљ био само лични грабеж и отимање за власт; са пољуљаним породичним и сваким другим моралом, Босна је морала тако завршити. Она, као држава, није имала никакве веће идеје водиље, а одавно је напустила своју историјску мисију, која јој је случајно пала у део.
С Босном је 1463. године, нестало једне државе, која је не само настала него и читав свој век провела само као географска јединица. Њена прошлост заборавила се скоро потпуно у властитом народу и на сопственом подручју. У нашој тако богатој епској народној поезији њени јунаци и толики догађаји потонули су у заборав, или певач можда није ни осетио правог надахнућа да се на њима задржи.

#### Значај босанског пада
Вести о паду Босне и погибији краља Стефана изазвали су изненађење и бол у целој средњој Европи. Турске чете залетале су се и пре тога до мора и на северозапад до Љубљане и изнад ње, а кроз јужну Угарску све до Темишвара. Сад је, после заузећа Босне, опасност од њих постала непосреднија. Они су дошли не само на линију Дунава, него и на линију Саве, Сане и чак Уне. Нарочито је пукло пред очима сваком Мађару шта су изгубили падом Србије и падом Босне. Сад је њихова граница постала широм отворена. Због тога је сасвим разумљиво што је папа, и иначе потресен катастрофом земље коју је сам гурао у катастрофу, са сузама у очима говорио у кардиналском колегију; „Босна је пала, краља њеног убише, дршћу Мађари и дршћу сви суседи.”

## Османско-млетачки рат (1463–1479. године)
Према византијском историчару Михаилу Критовулу, непријатељства су избила након што је албански роб османског заповедника Атине побегао у венецијанску тврђаву Корон (Корони) са 100.000 сребрних аспери из блага свог господара. Бегунац је тада прешао у хришћанство, па су османске захтеве за његово изручивање одбиле млетачке власти. Користећи ово као изговор у новембру 1462. године, османски командант у централној Грчкој, Тураханоглу Омер бег, напао је и замало успео да заузме стратешки важну венецијанску тврђаву Лепант (Нафпактос). Међутим, 3. априла 1463. године, гувернер Мореје Иса Бег је издајом заузео град Аргос који су држали Венецијанци.
Нови савез је покренуо двострану офанзиву против Османлија: млетачка војска, под поморским капетаном Алвизом Лореданом, искрцала се у Мореји, док је краљ Матија Корвин извршио инвазију на Босну. У исто време, папа Пије II је почео да окупља војску у Анкони, надајући се да ће је лично предводити. Почели су преговори и са другим ривалима Османлија, као што су Караманиди, султан Узун Хасан и Кримски канат.
Почетком августа Млечани су поново заузели Аргос и поново утврдили Коринтску превлаку, обновивши зид Хексамилион и опремивши га многим топовима. Затим су наставили да опседају тврђаву Акрокоринт, која је контролисала северозападни Пелопонез. Млечани су улазили у поновљене сукобе са браниоцима и са Омер-беговим снагама, све док нису претрпели велики пораз 20. октобра, а затим су били приморани да прекину опсаду и повуку се до Хексамилиона и Науплије (Нафплион). У Босни је краљ Матија Корвин заузео преко шездесет утврђених места и успео да заузме њену престоницу, Јајце, после тромесечне опсаде, 16. децембра.
Османска реакција била је брза и одлучна: султан Мехмед II је послао свог великог везира Махмуд - пашу Ангеловића са војском против Млечана. Да би се супротставио венецијанској флоти, која је блокирала улаза у мореуз Дарданеле, султан Мехмед II Освајач је наредио стварање новог бродоградилишта Кадирга Лимани у Златном Рогу (названог по галије типа „кадирга“) и две тврђаве за чување мореуза, Килидулбахр и Султанија. Морејска кампања је брзо била победоносна за Османлије; сравнили су Хексамилион и напредовали кроз Мореју. Аргос је пао, а неколико утврђења и села који су признали млетачку власт вратили су се својој османској оданости.
Султан Мехмед II, који је пратио Махмуд-пашу са другом војском као подршка и појачање, стигао је до Зеитоуниона (Ламија) пре него што је обавештен о успеху свог везира. Одмах је своје људе окренуо на север, према Босни. Међутим, султанов покушај да поново заузме Јајце у јулу и августу 1464. године, није успео, а Османлије су се журно повлачиле пред Корвиновом војском која се приближавала. Нова османска војска под Махмуд-пашом је тада приморала краља Матију Корвина да се повуче, али Јајце није поново заузето много година касније. Међутим, смрт папе Пија II 15. августа у Анкони значила је крај крсташког рата.
У међувремену, Млетачка република је именовала Сигисмонда Малатесту за предстојећу кампању 1464. године. Он је започео нападе на османске тврђаве и учествовао у неуспешној опсади Мистре од августа до октобра. Рат мањег обима се наставио са обе стране, са препадима и контранападима, али недостатак људства и новца значио је да су Млечани углавном остали ограничени на своје утврђене базе, док је Омер-бегова војска пустошила села.
У Егејском мору, Млечани су покушали да заузму Лезбос у пролеће 1464. године и опседали су престоницу Митилену шест недеља, све док их долазак османске флоте под Махмуд-пашом 18. маја није приморао на повлачење. Још један покушај да се заузме острво убрзо потом такође није успео. Венецијанска морнарица провела је остатак године у крајње бесплодним демонстрацијама силе пред Дарданелима. Почетком 1465. године, султан Мехмед II послао је млетачком сенату миротворце; не верујући султановим мотивима, они су одбијени.
У априлу 1466. године, венецијански ратни напори су поново ојачани под Ветореом Капелом: флота је заузела северна егејска острва Имброс, Тасос и Самотраку, а затим упловила у Саронски залив. Капело се 12. јула искрцао у Пиреј и кренуо против Атине, главне регионалне базе Османлија. Није успео да заузме Акропољ и био је принуђен да се повуче у Патрас, престоницу Пелопонеза и седиште османског бега, који су опседале заједничке снаге Млечана и Грка. Пре него што је Капело стигао, и пошто се чинило да је град на ивици пада, Омер бег се изненада појавио са 12.000 коњаника и отерао бројчано надмоћне опсаднике. Шест стотина Млечана и стотину Грка је заробљено од 2000 снага, а сам Варбариго је убијен. Капело, који је стигао неколико дана касније, напао је Османлије, али је био тешко поражен. Деморалисан, вратио се у Негропонте са остацима своје војске. Тамо се Капело разболео и умро 13. марта 1467. године. Године 1470. султан Мехмед II је лично повео османску војску да опседне Негропонте. Млетачка поморска морнарица је поражена, а Негропонте је опседнут.
У пролеће 1466. године, султан Мехмед II је кренуо са великом војском на Албанце. Под њиховим вођом, Скендербегом, они су дуго пружали отпор Османлијама, и више пута су тражили помоћ од држава са Апенинског полуострва. Султан Мехмед II је одговорио поновним нападом на Албанију, али је био неуспешан. Зима је донела избијање куге, која би се понављала сваке године и умањила снагу локалног отпора. Сам Скендербег је умро од маларије у венецијанском упоришту Лисусу (Љеш), чиме је прекинута могућност Венеције да користи албанске господаре у своју корист. Након што је Скендербег умро, неки северни албански гарнизони под контролом Млетака наставили су да држе територије које су Османлије покушавале да освоје, као што су Жабљак Црнојевића, Дришт, Леже и Скадар – најзначајнији. Султан Мехмед II је послао своју војску да заузме Скадар 1474. године, али није успео. Затим је лично отишао да предводи опсаду Скадра 1478–79. године. Млечани и Скадрани су се одупирали нападима и наставили да држе тврђаву све док Венеција није уступила Скадар Османском царству Цариградским уговором као условом за окончање рата.
Споразум је успостављен као резултат тога што су Османлије стигле до предграђа Венеције. На основу уговора, Млечанима је дозвољено да задрже Улцињ, Антиван и Драч. Међутим, они су уступили Скадар, који је био под османском опсадом више месеци, као и друге територије на далматинској обали, а одрекли су се контроле над грчким острвима Негропонте (Евбеја) и Лимнос. Штавише, Млечани су били приморани да плате одштету од 100.000 дуката и пристали су на данак од око 10.000 дуката годишње да би стекли трговачке привилегије на Црном мору. Као резултат овог уговора, Венеција је стекла ослабљену позицију на Леванту.

### Хришћанска лига (1463)

#### Формирање Хришћанске лиге (1463)
Босански слом запрепастио је и Млечане. Они су писали папи 10. јуна 1463. године, да је тај пораз „од таквог значаја и такве тежине за спас хришћанског имена, да се то једва може толико проценити колико заслужује.” Четири дана потом они су јављали у Рим, да је султан Мехмед II опустошио Босну и добио њене градове силом или предајом. Земља је потпуно растројена. Турске чете провалиле су у Крбаву и упале све до Сиња. Том приликом заробиле су и хрватског бана Павла Сперанчића. Млечани су сад тражили од папе, да на очиглед опасности покуша већ једном остварити оно што је намеравао. Они су нарочито сматрали, да хришћанска акција почне што пре, док још има времена за спасавање. Сами су били вољни ући у такву сарадњу, а предузимали су све да би одбранили Далмацију. Обећавали су и искрену помоћ уплашеном Дубровнику. Млечани су живо радили, да у велику хришћанску лигу уђу не само народи средње Европе, него, са папиним посредовањем, и Италијани и Французи и још други. Са Мађарима су сами пожуривали савез из очигледне потребе да и једни и други заштите своје подручје, које је било прво на ударцу. И склопили су савез 12. септембра 1463. године.У исто време они су активно радили на томе, да у тај савез увуку и преостале балканске државе Херцеговину, Зету и Албанију.

#### Деловање код преосталих балканских држава
Херцег Стефан је одмах по одласку Турака пошао у источну Херцеговину, да прибере људе и поврати предате или отете градове. Средином јула добио је поново град Кључ код Гацка, а у западној херцеговини Љубушки. Али брзо потом избила је поново свађа у ерцеговој породици. Његов син Владислав побунио се поново против оца тражећи трећину земље за себе, пошто је херцег имао три сина. Млетачка република, желећи да се пред тако очигледном опасношћу страсти смире и да се већ и иначе оштећена земља не упропашћује више, решила је да посредује између њих. На то их је подстицала и прилично многобројна босанска емиграција, која се била спасла на млетачком подручје и од које су извесна угледнија лица била отишла и у саму Венецију. И херцегу Стефану и свима другима требало је ставити у изглед преотимање Босне од Турака и тиме повратак и личног угледа, и имања, и утицаја. Поручивало се, да не треба чекати док се Турци учврсте у Босни, него да треба активно радити, а успех не изгледа ни мало неостварљив.
У Зети Млечани су помагали свог човека Стефана Црнојевића и помогли су му, да преотме тврди Медун. Код Скендер-бега су деловали исто тако и он је био сасвим подржао њихове идеје.

#### Угарско и Млетачко ратовање
После склопљеног савеза између Мађара и Млечана започела је одмах, почетком јесени 1463. године, комбинована офанзива против Турака. Млечани су с флотом почели акцију у Мореји, а Мађари су кренули на Босну. Мађарска војска прешла је Саву код Градишке почетком октобра. Одатле се, у две колоне, кретала према Јајцу. Једну је водио Имбро Запоља, а другу, која је ударила преко Кључа, сам краљ Матија Хуњади. Краљу Матији придружио се са хрватским четама и Мартин Франкопан. Око 10. октобра почели су први хришћански јуриши против Јајца, али је турска посада град је јуначки бранила преко два пуна месеца, све до Божића, кад је била принуђена да се преда.

#### Ратовање Владислава Херцеговића
За то време почела је акција Владислава Херцеговића, која је уносила у земљу нову смутњу. Он је понудио Млечанима, да они, а не Мађари, обнове босанско краљевство и премда су му они понуду примили с пуно резерве и оставили је без правог одговора, он је, ипак, ушао с војском у Босну и почео да заузима извесна места, изјављујући да то чини у име Млетачке републике. То је, природно, довело до објашњавања између Мађара и Млечана. Млечани су одбијали, да су одговорни за ту акцију, за коју нису дали пристанак. Владислава је само помогао сплитски кнез, који му је дао три заставе Св. Марка, али не да ради против Мађара, него да само поврати оно, што је сам био изгубио. Кад је увидео, да би то могло имати непријатних последица по њега Владислав је пришао Мађарима. Његова војска држала је линију од Прозора до Доњег Вакуфа и спречавала је Турцима прилазак Јајцу с те стране. То је било корисно и с моралне стране, јер је уједињавало све хришћане земље у борби против Турака. Други син херцега Стефана Косаче, Влатко, повратио је за то време на истоку Херцеговине један део подручја Павловића и Ковачевића са девет градова. Краљ Матија Корвин је с пуно пажње прихватио сарадњу са херцегом Стефаном и његовим сином Владиславом Ккосачом. Владислав је, за награду, уврштен у ред мађарских барона и добио је жупе Ускопље, Раму и Лијевно са свима границама које је преотео од Турака. Владислав се опет обавезао Мађарима на верну службу и савезништво и уступио им је буковачки град са неретвљанском облашћу.

#### Крај рата
Пошто је заузео Јајце крајем 1463. године, краљ Матија је прекинуо даље ратовање те зиме. То годишње доба заиста није било погодно ни за какве акције у босанским планинама. За „губернатора” Босне именован је Имбро Запоља, далеки потомак старог босанског бана Борића. У исто време краљ Матија Корвин му је дао и част бана Хрватске, Далмације и Славоније, да би што тешње везао освојени део Босне са суседним областима, како би се што боље могла организовати заједничка одбрана.
Идуће године краљ Матија Хуњади није могао да настави започето дело ослобађања, иако су га Млечани стално пожуривали и нудили му своје услуге и политичке и финансијске. Изгледа да су му сметале и политичке прилике у земљи и оскудица средстава. Млечани су, скоро с очајањем гледали како узалуд пролази време. Већ 1. јуна 1464. године, они су јављали у Рим, да Турци спремају нову војску и да ће је упутити на Мађаре. Млечани нису крили своју бојазан, да Мађари, остављени сами, неће моћи издржати турски налет. Средином јуна стигле су у Босну прве турске извидничке чете, свега око 3.000 коњаника, које су пустошиле све ослобођене крајеве, ширећи страх и ужас. Допрле су у свом залету све до Сплита.

#### Папа покушава да обнови лигу
Видећи турске припреме и несумњиву опасност за хришћански свет одлучио је, најзад, сам папа да лично покрене неку врсту крсташког похода. Веровао је, да ће његов пример подстаћи и друге да се одлуче на енергичније мере. Прешао је стога из Рима у Јакин, да се стави на чело савезничке флоте. У Јакин је за њим дошао и млетачки дужд. Али усред тих припрема већ остарели и узбуђењима изморени папа Пијо II, велики непријатељ Турака и главни проповедник хришћанске солидарности, умире 15. августа 1464. године. С његовом смрћу нестали су сви велики офанзивни планови. Млечани и Мађари остали су сами, да се носе са Мехмедовом Турском.

#### Ратовање у Босни 1464. године
За то време турска војска је 12. јула поново приспела под Јајце. Том граду, као бившој босанској престоници, која се налазила скоро усред земље, давали су нарочит значај и Турци и Мађари, већи можда него што је место само по себи и заслуживало. Турска претходница, коју је водио Махмуд паша Анђеловић, бројала је око 20.000 војника. Али овог пута узалудни су били сви турски напори да заузму град. Мађарска посада у њему борила се храбро и пожртвовано и сасвим друкчије него босанска војска прошле године. И кад је опсадној војсци дошао у помоћ сам султан Мехмед II, бодрећи је на нове јурише, ситуација се није много променила.
Док се султан Мехмед II Освајач бавио под Јајцем стигле су му вести, да се мађарска војска спрема за напад и да су одељења војводе Имбра Запоље прешла Саву и да оперишу око Бање Луке. На глас о томе султан Мехмед II је 22. августа наредио општи јуриш на Јајце, а кад тај напад није успео султан Мехмед II Освајач је наредио опште и брзо повлачење. Значи, да је заморена војска претрпела тешке губитке и да се султан Мехмед II није усуђивао ступити с њом у борбу са Мађарима. Вест о турском повлачењу добио је краљ Матија у Горјанима, на Дунаву, и одмах је наредио да и остала војска пређе Саву и пође за Турцима. Он сам пошао је за њом тек почетком октобра, и то уз Дрину, према граду Зворнику, преносећи ратиште и у источни део Босне. Успех Мађара под Јајцем дигао је њихов углед и сад су се извесни босански великаши сами враћали под њихову власт.
Турски намесник у Босни Мухамед Минетовић није имао довољно војске, али је ипак одлучио да брани турске положаје колико год може. Сву је пажњу обратио на то, да очува градове на Дрини, како Мађари не би пресекли везе Босне са осталим деловима нове турске империје. Зато је снабдео Зворник храном и муницијом и додао му једно одељење мале али одабране војске. Мађари, под Запољиним вођством, у једном смелом залету допрли су све до Сребренице и опљачкали је, али Зворника нису могли освојити. Кад је војвода Имбре Запоља био рањен под тим градом и кад је и њему и другима постало јасно, да га не могу заузети, они су средином новембра журно кренули натраг, гоњени од охрабрених Турака, који су им нанели доста губитака. Тим је завршена ова експедиција и сваки даљи мађарски покушај, да великом и систематском офанзивом протерају Турке из Босне. Од тада, за дужи низ година, источну половину и средишњи део Босне држе Турци, а западни и северни Мађари. У тим деловима са средиштима у Јајцу и граду Сребренику, Мађари су основали две бановине са потпуно војничком организацијом, да им послуже као нека врста мртве страже.

### Распадање Херцеговине
За то време у Херцеговини се настављала стара породична свађа. Оба суседа, и Млечани и Дубровчани, употребљавали су све начине да измире оца и сина, међу којима је однос био не само пун неповерења, него и дубоке мржње. Њихову свађу искористили су Турци који су упали у Херцеговину, али не више да тобоже посредују за једну или другу страну, него да је освајају за себе. Уплашено становништво склањало се куд је знало не показујући много воље да се залаже за толико очигледно себичне интересе својих господара. Сам Владислав Херцеговић морао је да бежи из земље и склањао се на дубровачка острва Шипан и Колочеп, јер му Дубровчани нису дозвољавали да се задржава у самом њиховом граду. Године 1465. Турци су заузели Благај и допрли до Требиња. Други херцегов син Влатко отишао је да тражи помоћи код краљ Матије. Кад су чули за могућност да Турци узму и Херцег Нови наредили су Млечани у Котор, да се тамо упути једна њихова ратна лађа, која би узела град у заштиту. То је довело до објашњавања између краља Матије Корвина и Млечана, који им је пребацивао што се мешају у његове послове „босанског краљевства”. Међутим, сплитски кнез је заузео подручје око ушћа Неретве и Макарску Крајину, немајући времена да тражи претходно одобрење Републике светог Марка. То показује како је процес распадања Херцеговине ишао брзо и скоро неодољиво. Млечанима поступак сплитског кнеза није био непријатан, а тумачили су га тако, да им се предао народ тих области сам од своје воље.

### Угарска помоћ Херцеговини
Краљ Матија налазио се од октобра 1465. године, код Градишке на Сави и пратио је догађаје у Херцеговини. За одбрану Лијевна и његове жупе упутио је Јана Витовца „кнеза загорског”, далматинско-хрватског бана Степана Франкопана, и Јаноша Розгоњија. Витковцу и Розгоњију дао је краљ Матија Хуњади 3. новембра и пуномоћ, да могу у његово име преговарати са херцегом Стефаном, очигледно о односу Херцеговине према Угарској. Исто тако, да могу војнички помагати и угрожени Дубровник. Стари херцег Стефан, видевши очевидни слом земље, гледао је да нађе помоћи где год може. Преговарао је и с Млечанима и са Мађарима, али није веровао ни једним, ни другима. Издајства и у рођеној породици, и у земљи, пропасти Византије, Босне и Србије, које је сам доживео беху га учиниле потпуно утученим, али и неповерљивим. Он је осећао како се гаврани грабе око његове лешине. Али шта је могао? Ваљало је гледати да се спасе што се може. Између Мађара и Млечана било је не само неслагања, него и праве свађе око Херцеговине. Млечани нису могли пристати, да им се Мађари увуку у Боку которску, а Мађари су због далматинског залеђа и западне Босне нерадо гледали Млечане у Неретвљанској Крајини.

### Преговори са Млечанима и Мађарима
У преговорима с Мађарима, вођеним тајно у Дубровнику, херцег Стефан је пристао да они поседну Почитељ на Неретви. Томе су много допринели и Дубровчани, који су зазирали од Млечана у том крају. Они су пристали, да о свом трошку подигну и велики мост преко Неретве код тог места и почели су с радовима одмах од почетка 1466. године. Владислав Херцеговић сарађивао је, сада с Млечанима и 4. фебруара именован је од њих, по својој жељи, за „генералног капетана” са годишњом платом од 500 дуката. Он је тражио од њих помоћ од 2.000 људи, или бар новац да би их могао сам регрутовати, јер, како је наглашавао, дошло је дотле, да „сад нико неће да служи него само за плаћу.” И стари херцег Стефан определио се пред крај живота за Млечане. Од толиких преговора с краљем Матијом није, на крају крајева било ништа; он је сам упутио краљу Матији Корвину 12.000 дуката да добије помоћ у војсци, па је и то отишло узалуд. Млечанима је понудио оба своја града у Боки, Нови и Рисан, а они су 10. марта 1466. године, у замену за то, обећали дати острво Брач и једну кућу у Сплиту или у било ком другом граду и слободно становање на Млетачкој територији. Херцег Стефан им је, сем тога, дао пристанак, да се могу, поред Мађара, учврстити и у Неретвљанској Крајини. Али, у исто време, херцег Стефан је настављао преговоре и са Мађарима. Међутим, није дочекао да види даљи развој ствари. Сломљен дугим борбама и интензивним животом пуним сталних узбуђења он је умро у Новом 22. маја 1466. године, после дуже болести.

### Матија Шабанчић
Турци од 1464. године, нису предузимали у Босни никаквих већих акција; ове борбе у Херцеговини извођене су са малим бројем снага и имале су за Турке чисто локалан карактер. Да би Босну придобио више за себе и сузбијао у њој мађарски утицај султан Мехмед II Освајач се решио, да земљи да новог краља. За краља је поставио Матију Шабанчића, сина несуђеног краља Радивоја, брата краља Томаша. То је први такав потез у политици султана Мехмеда II, који није примењивао ни у Византији, ни у Бугарској, ни у Србији. То је учинио очиглдно због изузетног положаја Босне, која се налазила на крајњој западној тачки његове државе, изложена агитацији и Мађара и Млечана, и у којој он, и поред личног залагања, није успео да у целини васпостави своју власт. Сем тога, он је у Босни, више него и у једној другој земљи, нашао доста утицајних људи, који су, из опозиције према Мађарима и њиховом сталном вршљању међу њима, били вољни да прихвате турску власт, нарочито ако би она показивала извесне добре воље према њима. Матија Шабанчић је именован за краља крајем 1465. године.

### Формирање српске деспотовине и значај
У вези са овом политиком Турака у Босни морали су и Мађари мењати своју политику према Србима. Морали су то чинити и у свом сопственом интересу, да би Србе добили као пријатеље. Дотле и двор и извесни њихови магнати дозвољавали су себи понекад грубе испаде. Знамо поступке Силађијеве према деспоту Ђурђу и његовим поданицима, видели смо држање краља Матије према несрећном краљу Стефану Томашевићу. Имања породице Бранковића у Угарској делио је краљ Матија као своју имовину. Али, кад је турска опасност постала очигледна за све, после пада Србије и Босне, краљ Матија Хуњади се труди да што више Срба племића придобије за себе и да тако делује и на остале. Кад су синови војводе Јакше прешли из Јагодине у Угарску, краљ Матија им је 1464. године, поклонио у чанадској жупанији нађлачко властелинство, а после су добили и друга имања и у жупанијама клушкој и арадској. Идуће године он је успео да придобије и сјајног јунака Вука Бранковића, сина слепог Гргура, кога је народна песма опевала са пуно симпатије и дала му необично име Змај Огњеног Вука. Он је био дотле у турској служби, следећи политику своје тетке, султаније Маре, па је као такав ушао и у састав турског посланства, које је са Мађарима у Београду преговарало о условима мира. Ти преговори, о којима се и тада и после дуго дискутовало и у Будиму и у Млецима, нису довели до резултата. Међутим је краљу Матији пошло за руком да Вука привуче на хришћанску страну. Узео га је као свог човека, поклонио му градове Сланкамен и Купиник код Саве, и именовао га за заповедника српских ратника. Деспот Вук се брзо рашчуо као редак јунак, па је то и његово породично име прикупило око њега значајан број вредних и одлучних српских ратника. Њега и српске борце употребио је краљ Матија у први мах не против Турака, него против чешког краља Јурја Подјебрада, с којим је водио дуг рат. Како се у том рату деспот Вук истакао у великој мери стекао је поверење краљево и он га је потом обасипао знацима своје пажње.

### Анадолска освајања (1464–1473. године)
Током постселџучке ере у другој половини средњег века, у Анадолији су се појавиле бројни туркменски емирати познати као анадолски бејлици (беглуци). Караманиди су се у почетку концентрисали око модерних провинција Караман и Коња, најважније силе у Анадолији. Али крајем XIV века Османлије су почеле да доминирају у већем делу Анадолије, смањујући утицај и престиж Карамана.
Бег Ибрахим II од Карамана је био владар Карамана, а током последњих година његове владавине, његови синови су почели да се боре за престо. Његов наследник био је Исак од Карамана, гувернер Силифкеа. Али Пир Ахмет, млађи син, прогласио се за бега Карамана у Коњи. Бег Ибрахим II је побегао у мали град на западним територијама где је умро 1464. године. Конкурентне претензије на престо довеле су до интерегнума у бејлику. Ипак, уз помоћ султана Узун Хасана, бег Исак је успео да се учврсти на престолу. Његова владавина је, међутим, била кратка, пошто је Пир Ахмет затражио помоћ од султана Мехмеда II, нудећи султану Мехмеду II Освајачу територију коју је бег Исак одбио да уступи. Уз помоћ Османлија, Пир Ахмет је победио бега Исака у бици код Дагпазарија. Бег Исак је задовољан у Силифкеу, непознатог датума. Бег Пир Ахмет је одржао обећање и уступио део бејлика Османлијама, али је био незадовољан због тог губитка. Током османског похода на Запад, поново је заузео своју некадашњу територију. Султан Мехмед II се, међутим, вратио и заузео и Караман (Ларенде) и Коњу 1466. године. Бег Пир Ахмет је једва побегао на исток. Неколико година касније, османски везир (касније велики везир) Гедик Ахмет-паша заузео је приморски крај бејлика.
Емир Пир Ахмет као и његов брат Касим побегли су у државу султана Узун Хасана. Ово је султану Узун Хасану дало прилику да се умеша. Године 1472. војска Акојунлуа је извршила инвазију и препад на већи део Анадолије (ово је био разлог за битку код Отлукбелија 1473. године). Али тада је султан Мехмед II водио успешан поход против султана Узун Хасана 1473. године, који је резултирао одлучујућом победом Османског царства у бици код Отлукбела. Пре тога, емир Пир Ахмет је уз помоћ Акојунлуа освојио Карамана. Међутим, емир Пир Ахмет није могао да ужива у другој владавини. Јер одмах након заузимања Карамана, Акојунлуова војска је била поражена од Османлија код Бејшехира и емир Пир Ахмет је морао још једном да побегне. Иако је покушао да настави своју борбу, сазнао је да је чланове његове породице везир Гедик Ахмет-паша пребацио у Истанбул, па је коначно одустао. Деморалисан, побегао је на територију Акојунлуа где је добио тимар (феуд) у Бајбурту. Умро је 1474. године.
Уједињавање анадолских бејлика први је извршио султан Бајазит I, више од педесет година пре султана Мехмеда II, али након разорне битке код Ангоре 1402. године, новоформирано уједињење је нестало. Султан Мехмед II је повратио османску власт над другим турским државама, а ова освајања су му омогућила да се пробије даље у Европу.
Још један важан политички субјект који је обликовао источну политику султана Мехмеда II Освајача били су Ак Којунлу. Под вођством султана Узун Хасана, ова држава је значајно увећала своју моћ на истоку, али због јаких односа са хришћанским силама попут Трапезунтског царства и Венецијанске републике и савеза између Туркомана и племена Караманида, султан Мехмед II их је видео као претњу сопственој моћи.

### Скендербегов крај
Султану Мехмеду II боло је очи пркосно држање албанског господара Ђурђа Кастриота (Скендер-бега), исто као и његово повезивање са напуљским двором и његове везе с Млецима и Мађарском. Стога је он лично повео 1466. године, војску на њега желећи да га уништи. Скендер-бег, чија је сестра била удата за Стефана Црнојевића, добио је нешто помоћи из Зете и од Млечана, и одржао се са крајњим напором снага и те и следеће године, али је, одмах након његове смрти (1468. године), наступио слом и албанске државе.

### Херцеговина прелази на турску страну
Владислав Херцеговић, превртљив и без икаквог моралног упоришта, видећи незаустављиво напредовање Турака и сасвим јалову хришћанску политику, обратио се султану Мехмеду II и ставио се у лето 1466. године, под његову заштиту. Султан Мехмед II га је примио и као свог харачара препоручио пажњи Дубровника. Његов млађи брат Влатко, који се сматрао очевим наследником и узео титулу херцега, наставио је савез са Мађарима. Између браће није било никакве љубави. Сем у политици они су се разилазили и у другим питањима, а у последње време још и нарочито због поделе очеве оставштине. Та их је подела завадила потпуно и отерала чак и у нове таборе. Да би постигао у Дубровнику, у месту где је херцег Стефан оставио своје благо, своја материјална потраживања Владислав се обратио краљу Матији као дубровачком заштитнику, што је херцега Влатка отерало у крило Млечана и напуљског двора. Слом Албаније изазвао је живљу политичку активност Млечана и погоршање њихових односа са Турцима, али је то у извесној мери деловало и на несрећне Херцеговиће. Они су обојица повили главе и прихватили се султановог сизеренства. На султаново посредовање извршена је у Дубровнику и подела њиховог наследства. Њихова сестра Мара удала се 1469. године, за Ивана Црнојевића, али од те везе није било никаквих значајнијих политичких последица. Пошто се разделио с браћом, сит борбе, и са тежњом да се уклони из непосредне турске близине, Владислав Херцеговић је напустио Херцеговину и отишао у Славонију. Тамо му је краљ Матија дао градове Велики и Мали Калник, који су штитили подручје реке Лоње. Те градове с њиховим имањима добио је Владислав пре пролећа 1470. године; тада се, вероватно, и преселио.

### Никола Илочки
За то време Босна је изненада добила још једног новог краља. Угледни мађарски великаш Никола Илочки, који се од 1438. године, јавља као мачвански бан и који је важио као један од најутицајнијих и најбогатијих магната краљевства, био је 1471. године, отворено приступио великој опозицији против краља Матије. Опозиција се носила мишљу, да краља Матију свргне с престола, а да доведе једног пољског принца на трон. Да разбије ту опасну дружину краљ Матија је понудио амбициозном Николи босанску краљевску круну, за којом је овај одавно жудео. Мађарски сабор, сазван у септембру 1471. године, примихватио је ту понуду. С босанском „круном” Никола Илочки је добио на управу и хрватску и славонску бановину и градове вранског приората. Дотле он се звао „вечни кнез” Теочака и мачвански бан. Али краљ Никола Илочки је стварно добио више титулу него власт. Као своју област имао је Теочак са зворничким крајем, док су у Јајцу и даље управљали банови, које је постављао краљ Матија. Задовољивши се том високом чашћу краљ Никола Илочки се, наравно, издвојио из опозиције и постао је један од стубова Матијиних, све до смрти (1477. године).

### Оснивање Шабачке бановине
Још од лета 1471. године, Турци су се, с великим бројем радника, утврђивали на Дунаву и против Београда. Тад су подигли и град Заслон, а доцнији Шабац. Мађарима је било јасно, да се против Турака, поред градова и утврда, мора стварати и жив бедем одане људске снаге, који ће им штитити границу. Погоднијег и бољег бедема од борбених Срба тешко да се могло добити, а без великих финансијских издатака. Њих су могли задовољити обновом њихове деспотовине, која би опет окупила око себе све народне снаге и која би им давала наде, да могу поново доћи до своје старе државе. За српског деспота би постављен Вук Бранковић, човек међу Србима тада највећег гласа и од владарске куће. Њему је народ дао надимак Змај Огњени Вук, можда по том што је био носилац и витез мађарског ордена Змаја, а можда и због изузетне личне храбрости. Има и врло вероватно тумачење, да је он то име могао добити и по једној војничкој справи XV века, коју су јунаци носили на глави у облику змаја, да би њом, сипајући ватру и дим, застрашивали непријатељске војнике и коње.

### Појављивање Ивана Црнојевића
У Зети Стефана Црнојевића наследио је 1465. године, његов син Иван. Дошао је на управу Зете у часу кад је херцег Стефан, дуго времена непријатељ њихове куће, преживљавао своју пуну тегобу последње године, и кад се султан Мехмед II Освајач био окомио и на његовог другог суседа Скендер-бега. Иван је, млад и неодмерен, своју владавину почео одмах нападом на млетачко подручје у зетском приморју око Бара и Котора. Њему су се придружили и Паштровићи и нека друга суседна племена. Млечани су против њега радили преко свог човека Леке Дукађина, а 22. априла 1465. године, оглашавали су га као свог „перфидног непријатеља” и уценили га са 10.000 либара. У лето Котор је био тако притешњен од Црногораца, да је тражио помоћи од Млетака. Међутим, било је јасно, да ће се Зета  тешко одржати измећу Турака и Млечана, ако се завади са обе силе. Како су и Албанија и Херцеговина сарађивале тада са хришћанима, односно са Млечанима, решио се и Иван да се измири с Републиком светог Марка. У пролеће 1466. године, затражио је преко херцега Стефана споразум и до њега је, после дужих преговора, и дошло. На Ивана је свакако утицао упад Турака у Албанију, изведен почетком лета те године, и извесна солидарност са јуначким Скендер-бегом. Ипак потпун споразум између Ивана и Републике светог Марка склопљен је тек у новембру 1466. године. Иван је, као и његов отац Стефан, постао плаћени млетачки „капетан” у Зети. Уплашио се, вероватно, да би могао, као и Скендер-бег, остати без земље, гоњен од Турака, а неприхваћен од Млечана. Скендер-бег је бар код Млечана налазио извесне подршке и макар не много обилате помоћи, а он би био потпуно усамљен. После Скендер-бегове смрти он се потпуно придружио Млечанима и постао је поуздан хришћански бранилац на тој угроженој страни. Из свог Жабљака он је будно пратио ствари и одржавао везе и са суседним албанским главарима. Као награду за такво своје држање добио је Иван 24. фебруара 1473. године, са својим законитим наследницима млетачко племство, „као најодабранији и најисправнији пријатељ”.

### Провале у остале хришћанске државе
Турци су за то време вршили у главном мање препаде на целом подручју од северне Далмације до Албаније. Ако би наишли на јачи отпор они би се повлачили, а где су могли да нешто да освоје ту би се одмах учвршћивали и остајали. У свим тим случајним и ненадним акцијама било је с турске стране несумњивог система. Поштеђен није био нико, ни пријатељ ни непријатељ. Године 1471. било је нападнуто дубровачко подручје у Жупи, иако је Република светог Влаха дотле уредно плаћала свој харач од 5.000 дуката. Од 1472. године, тај је данак удвостручен. Те године преотели су Турци од Мађара и град Почитељ на Неретви, а Дубровчани су сами, по захтеву султана Мехмеда II, порушили свој град Посредњицу. Из страха од заплета на тој страни Дубровчани су почели напуштати и своју стару трговачку колонију у Дријеву на Неретви и повлачити се на Пељешац и у Стон, и од тада је то старо насеље, раније од великог прометног и трговачког значаја, почело осетно да пропада.

### Ахмет Херцеговић Косача
Између преостале браће Херцеговића, ни после Владислављевог одласка, није било праве слоге. Млади Стефан, најмлађи син херцега Стефана, разишао се с братом херцегом Влатком због поделе очевог наследства. Године 1473. или почетком 1474. године, са седамнаест година, он је љутит отишао на Порту и од 24. септембра 1474. године, јавља се као муслиман Ахмет. Сам султан Мехмед II Освајач се потом заинтересовао за његов део наслеђа и слао свог посебног човека у Дубровник да извиди ствар. Ахмет је међу Турцима стекао високе положаје и у Цариграду је вршио известан утицај, али га Турци, ипак, нису никад слали у Херцеговину, да би им и тамо био од користи. Његов брат херцег Влатко оженио се, међутим, по други пут унуком краља Алфонса V, која је потекла из једне његове незаконите везе. Тим браком он је стекао доста веза са неколико угледних талијанских породица, а нашао је заштите и на папској курији. Преко њих херцег Влатко је поново покушао да заинтересује Западни свет за судбину хришћанских народа на Балкану. Нарочито му је за то дала прилику огорчена борба око Скадра, који су бранили Млечани, Срби Ивана Црнојевића и нека суседна албанска племена. Турци су се тад спремали да обнове Подгорицу и да у њој населе 5.000 турских кућа. Исто су тако хтели да обнове и Балеч између Скадра и Дриваста, очевидно с намером да би разбили везе између Зећана и Арбанаса. Млечани су, наравно, помагали Ивана Црнојевића да то спречи.

### Турско-угарски рат (1474—1476. године)
Кад су Мађари 1474. год. завршили с успехом своје борбе с Чесима и Пољацима обратили су поново пажњу на балканска питања. Млечани су још 1473. год. опомињали херцега Влатка, да се споразуме с босанским краљем и деспотом Вуком, па да раде против Турака заједнички. Кад су Мађари 1475. год. отпочели нови рат с Турцима дало му се довољно прилике за то. Краљ Матија је с јесени те године дошао лично под Шабац и заузео га, после неколико недеља опсаде, 15. фебруара 1476. Наша народна епска поезија запамтила је све до XIX века тај догађај и доводила га тачно у везу са Змај Огњеним Вуком. Одатле је деспот Вук кренуо долином Дрине до Сребренице, да оскудном краљу прибави плен. Пут је изводио авантуристички, ноћу и кришом, да би изненадио и запрепастио противника. Од својих људи изабрао је њих 150, преобукао их у турска одела, и упутио их у град, у ком се тога дана држао вашар. Њихов препад унео је невероватан метеж међу Турке и потпуно их онеспособио за одбрану. Плен је био велик; уграбљено је пет товара сребра и 127.000 аспри, сем других ствари. Одатле је деспот провалио до Кучлата, па, пошто га је похарао, удари на повратку и на Зворник. Ту је био рањен у ногу, па прекиде даљу борбу. Уз пут је све опленио, попалио и опустио. Обавештен да се у мађарској војсци налази лично краљ Матија султан му је био понудио мир за дужи низ година, тражећи за Турке само слободан пролаз кроз Хрватску и Далмацију против Млечана. Али Матија није пристао на те услове. У то време и турски краљ у Босни, Матија Шабанчић, био се понудио Мађарима, верујући да ова њихова офанзива има веће смерове. Мађари су га доиста прихватили и упутили су једну своју војску у Босну, која је спасла Матију од Турака, али која није иначе постигла никаквих других одлучних успеха.
Мађарима је било много стало до тога, да у овом рату поврате и Смедерево. Испред Смедерева Мађари су на Годоминском Пољу подигли три утврђења или „бастије”, од којих се једна звала Витешка Трпеза. Одатле су опседали Смедерево и проваљивали у Србију. У лето 1476, беше упао смедеревски санџак Али-бег са 5-6.000 људи у Банат. За њим се одмах натиснуо деспот Вук и сломио му је код Пожежене војску, иако је имао много мање људи са собом. Самог брата Али-бегова Скендера натерао је у Дунав. Уз Вука се истакао и чувени јунак Дмитар Јакшић и Петар Доци, у песмама популарисани Дојчин Петар „варадински бан”. Мађарска и српска војска затворила је потом Турке у смедеревском граду. Кад је Мухамед II добио вести о том, он се, пошто је сјајно победио молдавског војводу Стевана Великог, обрнуо одмах према Србији. По љутој зими 1476. стигла је његова војска на Дунав и Мађаре са Србима делом потиснула, а делом побила.
У Мађарској се тада налазило неколико угледних српских војвода и великаша, који су краљу Матији са својим људима направили лепих услуга и који их је зато обасипао признањем и наградама. Чувена су била два брата Јакшића, Стеван и Дмитар. Дмитар Јакшић је знатно допринео да се горња Угарска очисти од Пољака, а иначе се прославио у више борби с Турцима. Уз њих јавља се у Угарској отприлике од 1470. год. и чувени стари војвода деспота Ђурђа Милош Белмужевић, који је добио град Шашвар и коме је краљ Матија 1483. год. поклонио Мајшу и Познад у темишварском крају.

### Матијина политика
Кад се краљ Матија 1477. год. упустио у дуги рат с царем Фридрихом III напустио је даљу акцију у Србији, а своје српске помагаче упутио је на северозапад и запад. Српска снага трошила се немилосрдно за туђ рачун. Данас је јасно, да је цела политика краља Матије значила стварно расипање и мађарске снаге и да је била, поред свих тобожњих великих линија, кратковида. Краљ је водио Угре на Чехе, Пољаке и Немце, док су Турци подривали његове положаје на југу и стезали све јачи ланац против њега. Тако је обнова српске деспотовине донела Србима врло мало стварне користи; она је постала једна врста војне границе, у којој је Србима постепено давана улога добровољних најамника. Мађарима самим српска деспотовина је могла бити драгоцена, да су пустили Србе да се ту учврсте и развију, јер јаки Срби били су у исто време и извесна гарантија за Мађаре. Овако растрзани, гинући по аустријским лединама, Срби су, истина, односили победе за Матију, али су се топили и губили, а од свих тих победа, на крају крајева, испао је и за њих и за Мађаре негативан обрачун. Мало више од четврт века иза Матијине смрти цела Мађарска постала је турски плен, и Срби са њом заједно.

### Пад Албаније и продор у Зету
Несметан ни од кога, незаморен годинама и толиким подвизима, султан Мухамед II беше решио, да 1478. год. сврши коначно са Албанијом и да узме упорно брањени Скадар, који је био средиште млетачке власти и утицаја у том крају и у суседној Зети. Год. 1478. пала је Скендер-бегова Кроја и сам султан примио је градске кључеве. Годину дана потом клонуо је и Скадар, пред којим је султан, као пример застрашивања, дао посећи 300 грађана из освојеног Дриваста. Иван Црнојевић је поштено помагао Млечанима, али им није могао помоћи. Шта више, навукао је на се гнев неумољивог Мухамеда. Иза Албаније дошла је одмах на ред и Зета. Турци су без велике муке заузели његов Жабљак, а после и његову земљу. Да не пане у ропство Иван је, као и много његових албанских суседа, пребегао у Италију, да, жељан отаџбине, једе емигрантски хлеб.
У тај мах изгледало је, да је дошао судњи час и Дубровнику и Херцеговини. Султан беше издао и заповест, да се дубровачка област подвргне његовим суседним санџак-беговима. Херцеговачки намесник и провали потом у Конавље и оплени га. Уплашени Дубровчани послаше посебне људе на Порту, који измолише поштеду признавајући султана и повисивши му данак. Султан им је на то 30. новембра 1480. признао „државу коју држите и владање и људе”. Херцеговим је овог пута, у колико је још постојала на приморју, остављена на миру.

### Освајање Албаније (1466–1478. године)
Скендербег, бивши припадник османске владајуће елите, предводио је побуну против ширења Османског царства у Европу. Скендербег, син Ђона Кастриота (који се придружио неуспешној албанској побуни 1432–1436. године), ујединио је албанске кнежевине у војни и дипломатски савез - Љешка лига, 1444. године. Султан Мехмед II никада није успео у својим настојањима да потчини Албанију, док је Скендер - бег био жив, султан Мехмед II је чак два пута 1446. и 1467. године), лично предводио османску војске против Кроје. Након што је Скендербег умро 1468. године, Албанци нису могли да нађу вођу да га замени, а султан Мехмед II је на крају освојио Кроју и Албанију 1478. године.
У пролеће 1466. године, султан Мехмед II је са великом војском кренуо против Скендербега и Албанаца. Скендербег је више пута тражио помоћ од Апенинских држава, и веровао је да је текући отоманско-млетачки рат (1463–1479. године), понудио златну прилику да се поново потврди независност Албаније; за Млечане, Албанци су пружили корисно покриће млетачким обалним поседима Драч (итал. Durazzo) и Скадар (италијански: Scutari). Главни резултат ове кампање била је изградња тврђаве Елбасан, наводно за само 25 дана. Ова стратешки позиционирана тврђава, у низији близу краја старог пута Via Egnatia, пресекла је Албанију ефективно на пола, изолујући Скендербегову базу у северној висоравни од венецијанских поседа на југу. Међутим, након султановог повлачења, сам Скендербег је провео зиму у Италији тражећи помоћ. По повратку почетком 1467. године, његове снаге су кренуле са висоравни, поразиле Балабан-пашу и прекинуле опсаду тврђаве Кроја (Крује); такође су напали Елбасан, али нису успели да га заузму. Султан Мехмед II је одговорио поновним нападом на Албанију. Енергично је спроводио нападе на албанска упоришта, док је слао одреде у препад на млетачке поседе како би их изоловао. Османлије поново нису успеле да заузму Кроју и нису успеле да потчине земљу. Међутим, зима је донела избијање куге, која би се понављала сваке године и ослабила снагу локалног отпора. Сам Скендербег је умро од маларије у венецијанском упоришту Лисус (Љеш), чиме је прекинута могућност Венеције да користи албанске господаре у своју корист. Албанци су били препуштени сами себи и постепено су потчињени током наредне деценије.
Након што је Скендербег умро, султан Мехмед II Освајач је лично водио опсаду Скадра 1478–1479. године, о чему је рани османски хроничар Ашикпашазаде (1400–1481) написао: „Сва освајања султана Мехмеда су испуњена заузимањем Скадра. јуришима и наставио да држи тврђаву све док Венеција није уступила Скадар Османском царству Цариградским уговором као условом за окончање рата.

### Кримска политика (1475. године)
Од раног средњег века на полуострву су се насељавали одређени број турских народа, заједнички познатих као кримски Татари. Након уништења Златне Хорде од стране кана Тимура у раном XV веку, кримски Татари су основали независни Кримски канат под Хаџи I Гирајом, потомком Џингис-кана.
Кримски Татари су контролисали степе које су се протезале од Кубања до реке Дњестар, али нису могли да преузму контролу над трговачким ђеновљанским градовима званим Газариа (Ђеновљанске колоније), који су били под контролом Ђенове од 1357. године. Након освајања Константинопоља, Ђеновљани су они, затражили помоћ од Татара, када су Татари прекинули комуникацију, одговорили су инвазијом на ђеновљанске градове, коју је предводио Гедик Ахмед-паша 1475. године, доводећи Кафу и друге трговачке градове под своју контролу. Након заузимања ђеновљанских градова, османски султан Мехмед II је држао Менгли I Гираја у заробљеништву, касније га је пустио у замену за прихватање османског сизеренства над Кримским канатом а кановима је дозволио да владају као трибутарни принчеви Османског царства. Међутим, кримски ханови су и даље имали велику аутономију од Османског царства, док су Османлије директно контролисале јужну обалу полуострва Крим.

### Упади на запад
Док се краљ Матија сукобио с царем Фридрихом III Турци су, званично, били неутрални, али су суседне паше искоришћавале сваку прилику да уграбе штогод у својој близини или да и иначе постигну штогод за себе и своје. Да би што више нашкодио цару Фридриху III, краљ Матија је чак пристајао, да Турци преко Хрватске нападају цареве земље, да би му паралисале снаге и изазивале пометњу међу поданицима. Да такви турски походи нису могли проћи с миром и за Матијине земље разуме се само по себи. Такав је један од тежих случајева био и 1480. године, кад је босански паша Давуд, по повратку из Штајерске, опустошио и суседне угарске области. Кад су преговори о накнади штете пропали наредио је краљ Матија брзу казнену експедицију против Босне. Почетком новембра прешла је његова војска Саву и стигла без тешкоћа у близину Јајца. Пре тога је један одред коњице од 3-4.000 људи, под вођством деспота Вука, јајачког бана Петра Доција и хрватско-славонског бана Ладислава Егервариа, у брзим маршевима јурнуо према Сарајеву. Упао је у изненађени град несметано и пустошио га три дана. Турци су били збуњени целом том акцијом и повукли су се у врхбосанске планине. Пошто су се прибрали од првог страха организовали су отпор и почели су нападати Матијину војску кад се с пленом враћала према Јајцу. Доста оштре борбе водиле су се око Лашве. Краљ Матија је сам о њима јављао папи представљајући их као велику хришћанску победу. О тој авантури, која није ништа променила у стању земље, сачувала се и једна занимљива песма, прва уметничка песма једног муслимана на српском језику, која се приписује у Босни још увек веома популарном Ајваз-деди. У Риму на такве се радосне вести у овај мах чекало с нарочитом чежњом, јер је тамо, после турског искрцавања у Отранту, у августу, завладао велик страх. Сав је свет са зебњом чекао каква даља судбина чека југ Апенинског полуострва и можда сам Рим.

#### Експедиција на Апенинском полуострву (1480. године)
Османска војска под вођством великог везира Гедик Ахмед-паше извршила је инвазију на Апенинско полуострво 1480. године, заузевши Отранто. Због недостатка хране, велики везир Гедик Ахмед-паша се вратио са већином својих трупа у Албанију, остављајући гарнизон од 800 пешака и 500 коњаника за одбрану Отранта на Апенинском полуострву. Претпостављало се да ће се вратити после зиме. Пошто је прошло само 28 година након пада Цариграда, постојао је страх да ће Рим доживети исту судбину. Направљени су планови да папа и грађани Рима евакуишу град. Папа Сиксто IV поновио је свој позив на крсташки рат из 1481. године. Неколико италијанских градова-држава, Мађарска и Француска одговорило је позитивно на апел. Република Венеција није, пошто је потписала скупи мировни уговор са Османлијама 1479. године.
Године 1481. краљ Фердинанд I од Напуља подигао је војску коју је предводио његов син Алфонсо II Напуљски. Контингент трупа обезбедио је угарски краљ Матија Корвин. Град је био опкољен од 1. маја 1481. године. Након Мехмедове смрти 3. маја, свађе око његовог наследства су вероватно спречиле Османлије да пошаљу појачање у Отранто. Дакле, турска окупација Отранта окончана је преговорима са хришћанским снагама, дозвољавајући Турцима да се повуку у Албанију, а Отранто су поново заузеле папске снаге 1481. године.

### Повратак у Цариград (1453–1478. године)
Након што је освојио Цариград, када је султан Мехмед II коначно ушао у град кроз оно што је данас познато као Топкапи капија, одмах је дојахао коња до храма Свете Софије, где је наредио да се зграда заштити. Наредио је да га тамо дочека имам како би певао муслимански симбол вере: „Сведочим да нема бога осим Алаха. Сведочим да је Мухамед Алахов посланик.“ Православни храм је претворен у муслиманску џамију као задужбина, учвршћујући исламску власт у Цариграду.
Мехмедова главна брига око Цариграда била је обнова градске одбране и поновно насељавање. Грађевински пројекти су започети одмах након освајања, који су укључивали поправку зидова, изградњу цитаделе, изградњу болнице са смештајем за студенте и медицинско особље, великог културног комплекса, две касарне за јаничаре, ливницу тофана изван Галате и нову палату. Да би подстакао повратак Грка и Ђеновљана који су побегли из Галате, трговачке четврти града, вратио им је куће и гарантовао им је безбедност. Султан Мехмед II је издао наређења широм свог царства да се муслимани, хришћани и Јевреји преселе у град, захтевајући да пет хиљада домаћинстава буде пребачено у Цариград до септембра. Из целог исламског царства у град су слати ратни заробљеници и депортовани људи; ови људи су се на турском звали „Сургун“ (грч. σουργουνιδες соургоунидес; „имигранти“).
Султан Мехмед II је обновио Васељенску православну патријаршију (6. јануара 1454. године), монах Генадије је постављен за првог православног патријарха, као Генадије II и успоставио јеврејски велики рабинат (Хакхам Басхи) и престижну јерменску цариградску патријаршију у главном граду, као део система милета. Поред тога, основао је и подстакао своје везире да оснују бројне муслиманске институције и трговачке објекте у главним областима Цариграда, као што је Рум Мехмед-пашина џамија коју је изградио велики везир Рум Мехмед-паша. Из ових језгара метропола се брзо развијала. Према анкети спроведеној 1478. године, тада је у Цариграду и суседној Галати било 16.324 домаћинства, 3.927 продавница и процењено становништво од 80.000. Становништво је било око 60% муслимана, 20% хришћана и 10% Јевреја.
На крају његове владавине, Мехмедов амбициозни програм обнове променио је град у напредну престоницу царства. Према савременом османском историчару Нешрију, „Султан Мехмед је створио цео Истанбул“. Педесет година касније, Константинопољ је поново постао највећи град у Европи.
Два века касније, познати османски путник Евлија Челебија дао је списак група које су уведене у град са својим пореклом. И данас многе четврти Истанбула, као што су Аксарај и Шаршамба, носе називе места порекла својих становника. Међутим, многи људи су поново побегли из града, а било је и неколико избијања куге, тако да је султан Мехмед II 1459. године дозволио депортованим Грцима да се врате у град. Ова мера очигледно није имала великог успеха, пошто је француски путник Пјер Жил средином XVI века писао да грчко становништво Константинопоља није у стању да именује ниједну од древних византијских цркава које су претворене у џамије или напуштене. Ово показује да је супституција становништва била потпуна.

## Администрација и култура
Султан Мехмед II је реч Политика увео у арапски „Сијас“ из књиге коју је објавио и тврдио да је збирка доктрина политике византијских царева пре њега. Окупио је на свом двору италијанске уметнике, хуманисте и грчке научнике, дозволио византијској цркви да настави са радом, наредио патријарху Генадију II да преведе хришћанску доктрину на турски и позвао Ђентилеа Белинија из Венеције да наслика његов портрет као и венецијанске фреске које нису сачуване данас. Сакупио је у својој палати библиотеку која је обухватала дела на грчком, персијском и латинском. Султан Мехмед II је позвао муслиманске научнике и астрономе као што су Али Куши и уметници на свој двор у Цариграду, основао универзитет и изградио џамије (на пример, Фатихову џамију), аквадукте и истанбулску палату Топкапи и Поплочани павиљон. Око велике џамије коју је саградио подигао је осам медреса, које су скоро један век задржале свој ранг највиших наставних институција исламских наука у царству.
Султан Мехмед II је дозволио својим поданицима знатан степен верске слободе, под условом да су послушни његовој владавини. Након освајања Босне 1463. године, издао је милодражско Ахднаме босанским фрањевцима, дајући им слободу да се слободно крећу унутар Царства, врше богослужења у својим црквама и самостанима и практикују своју веру без званичних и незваничних прогона, увреда или узнемиравања. Међутим, његова стална војска је регрутована из Девширме, данак који је узимао хришћанске поданике у младости (8–20 година): они су превођени у ислам, затим школовани за администрацију или војнике јањичаре. Ово је била меритократија која је „од сада па надаље међу својим бившим члановима произвела четири од пет великих везира“.
Султан Мехмед II је у Цариграду основао милет, или аутономну верску заједницу, и именовао бившег патријарха Генадија II Схоларија за верског поглавара православних хришћана града. Његова власт се проширила на све османске православне хришћане, што је искључило ђеновљанска и млетачка насеља у предграђима, а потпуно искључило муслиманске и јеврејске насељенике. Овај метод је омогућио индиректну власт хришћанских Византинаца и омогућио је становницима да се осећају релативно аутономно чак и када је султан Мехмед II започео турско преуређење града, претварајући га у турску престоницу, која је остала до 1920-их.

### Централизација власти
Султан Мехмед II Освајач је консолидовао власт тако што је изградио свој царски двор, диван, са званичницима који ће му бити лојални и омогућити му већу аутономију и ауторитет. Под претходним султанима, диван је био испуњен члановима аристократских породица које су понекад имале друге интересе и лојалности од султанових. Султан Мехмед II Освајач је удаљио царство од Гази менталитета који наглашава древне традиције и церемоније у управљању и померио га ка централизованој бирократији углавном сачињеној од званичника девширме порекла. Поред тога, султан Мехмед II Освајач је предузео корак ка претварању верских учењака који су били део османских медреса у плаћене службенике османске бирократије који су му били лојални. Ова централизација је била могућа и формализована кроз кануннаме, издате током 1477–1481. године, у којем су први пут наведени главни функционери у османској власти, њихове улоге и одговорности, плате, протокол и казне, као и њихов однос једни према другима и султану.
Када је султан Мехмед II Освајач створио османску бирократију и трансформисао царство из граничног друштва у централизовану владу, побринуо се да именује званичнике који би му помогли да спроведе свој план. Његов први велики везир био је Заган - паша, који је био девширмског порекла за разлику од аристократа, а Заган - пашин наследник, Махмуд паша Анђеловић, такође је био девширмског порекла. Султан Мехмед II је био први султан који је био у стању да кодификује и примени кануннаме искључиво на основу сопственог независног ауторитета. Поред тога, султан Мехмед II је касније могао да примени кануннаме које су биле против претходне традиције или преседана. Ово је било монументално у царству које је било толико прожето традицијом и могло се споро мењати или прилагођавати. Имати везире и друге чиновнике који су били лојални султану Мехмеду II био је суштински део ове владе јер је он пренео више моћи на везире него што су то учинили претходни султани. Он је својим везирима делегирао значајна овлашћења и функције власти у склопу своје нове политике царског изоловања. Око палате је подигнут зид као елемент затвореније епохе, и за разлику од претходних владара султан Мехмед II више није био доступан јавности, па ни нижим званичницима. Његови везири су руководили војском и састајали се са страним амбасадорима, два битна дела владавине, посебно у његовим бројним војним походима. Један од таквих истакнутих амбасадора био је Кинсман Карабœку-паша (турски: „Карабоуу Кузен Паша“), који је потекао из породице шпијуна, што му је омогућило да игра запажену улогу у Мехмедовом походу на освајање Константинопоља.

### Покровитељство ренесансних уметника
Осим својих напора да прошири османску власт широм источног Медитерана, султан Мехмед II је такође неговао велику колекцију западне уметности и књижевности, од којих су многе стварали ренесансни уметници. Султан Мехмед II је од малих ногу показивао интересовање за ренесансну уметност и класичну књижевност и историју, са својим школским књигама са карикатуристичким илустрацијама античких кованица и портретима скицираним у изразито европским стиловима. Штавише, наводно је имао два учитеља, једног обученог за грчки, а другог за латински, који су му читали класичне историје, укључујући Лаертијеву, Ливијеву и Херодотову, у данима који су претходили паду Константинопоља.
Султан Мехмед II је од почетка своје владавине улагао у покровитељство италијанских ренесансних уметника. Његов први документовани захтев 1461. године била је наруџбина уметника Матеа де Пастија, који је боравио на двору лорда Риминија, Сигисмонда Малатесте. Овај први покушај је ипак био неуспешан, пошто су млетачке власти ухапсиле Пастија на Криту оптужујући га да је османски шпијун. Каснији покушаји би се показали плоднијим, са неким значајним уметницима, укључујући Костанца да Ферара и Ђентилеа Белинија, који су били позвани на османски двор.
Поред свог покровитељства ренесансних уметника, султан Мехмед II је такође био страствени проучавалац савремене и класичне књижевности и историје. Ово интересовање је кулминирало Мехмедовим радом на изградњи огромне вишејезичне библиотеке која је садржала преко 8000 рукописа на персијском, османском турском, арапском, латинском и грчком, између осталих језика.У овој великој збирци био је значајан Мехмедов грчки скрипторијум, који је укључивао копије Аријанове Анабазе Александра Великог и Хомерове Илијаде. Његово интересовање за класична дела проширило се у многим правцима, укључујући покровитељство грчког писца Критовула са Имброса, који је написао грчки рукопис Историја Мехмеда Освајача, заједно са његовим напорима да спасе и поново повеже грчке рукописе стечене након његовог освајања Константинопоља.
Историчари сматрају да су Мехмедови широко распрострањени културни и уметнички укуси, посебно они који су били усмерени на Запад, служили разним важним дипломатским и административним функцијама. Његово покровитељство ренесансних уметника тумачено је као метод дипломатије са другим утицајним медитеранским државама, значајно са многим апенинским државама, укључујући Напуљску краљевину и Републику Фиренцу. Штавише, историчари спекулишу да је његов грчки скрипторијум коришћен за образовање званичника грчке канцеларије у покушају да се реинтегришу бивши византијски дипломатски канали са неколико италијанских држава које су своју преписку водиле на грчком. Важно је да историчари такође тврде да је Мехмедова огромна збирка уметности и књижевности радила на промовисању његовог империјалног ауторитета и легитимитета, посебно у његовим новоосвојеним земљама. То је постигнуто на различите начине, укључујући позивање на Мехмедову слику као оријенталне нео-александријске фигуре, која се види кроз заједничке орнаменте кацига на приказима султана Мехмеда II Освајача и краља Александра III Великог на портретима медаљона насталим током Мехмедове владавине, као и као лајтмотив у Критивуловом делу. Поред тога, његово наручивање ренесансних уметничких дела је само по себи вероватно био покушај да се разбију западно-оријенталне културне бинарне везе како би се султан Мехмед II представио као западно оријентисани владар, у редовима савремених европских хришћанских монарха.
Мехмедов афинитет према ренесансној уметности и његова снажна иницијатива у њеном стварању и прикупљању нису имали велику подршку на његовом двору. Један од многих противника Мехмедовој колекцији био је његов рођени син и будући султан, Бајазит II, кога су подржавале моћне верске и турске фракције у његовој опозицији. Бајазит II је по свом ступања на власт продао Мехмедову колекцију портрета и одложио његову статуу.

## Смрт и последице
Силни и опасни султан Мехмед II је завршио свој живот, 3. маја 1481. године, од колере или гихта, управо у време када је спремао напад на Родос и његове витезове Јовановце. Хришћански страх смирила је та ненадна вест.
Сахрањен је у за то саграђеној џамији.
Одмах након његове смрти почела је дуга борба између његова два сина, Бајазита и Џема, која је у прво време спречила Турке да предузимају нове подвиге. Једно време се међу хришћанима чак веровало, да би та борба могла изазвати крупне поремећаје у тобоже још неконсолидованом Турском царству. Међутим, све су те наде остале празне. Турска војничка снага чврсто је држала власт и осигурала престо Бајазиту. Против ње нису смели ништа да покушају заплашени и скрхани хришћански поданици, а растројени суседи више су се осањали на турске међусобице, него на сопствене снаге.
Године 1481. султан Мехмед II је кренуо са османском војском, али када је стигао до Малтепеа у Истанбулу, разболео се. Он је управо почињао нове кампање да заузме Родос и југ Апенинског полуострва, међутим према неким историчарима његово следеће путовање је било планирано да уништи египатски султанат Мамелука и да заузме Египат и затражи калифат. Али након неколико дана умро је 3. маја 1481. године у доби од четрдесет девет година и сахрањен је у свом турбеу близу комплекса Фатих џамије. Према историчару Колину Хејвуду, „постоје значајни посредни докази да је султан Мехмед II отрован, вероватно по налогу свог најстаријег сина и наследника, Бајазита.“
Вест о Мехмедовој смрти изазвала је велико весеље у Европи; звонила су црквена звона и одржана славља. Вест је у Венецији објављена овако: "La Grande Aquila è morta!" ('Велики орао је мртав!')
Султан Мехмед II је признат као први султан који је кодификовао кривично и уставно право, много пре султана Сулејмана I Величанственог; тако је успоставио класичну слику аутократског османског султана. Мехмедова тридесетогодишња владавина и бројни ратови проширили су Османско царство на Цариград, турске емирате и територије Мале Азије, Босну, Србију и Албанију. Султан Мехмед II Освајач је иза себе оставио импозантну репутацију и у исламском и у хришћанском свету. Према историчару Францу Бабингеру, султана Мехмеда II је хришћански свет и део његових поданика сматрао крвожедним тиранином.
Истанбулски мост Фатих Султан Мехмет (завршен 1988. године), који прелази Босфорски мореуз, назван је по њему, а његово име и слика су се појавили на новчаници од 1000 турских лира од 1986. до 1992. године.

## Породица
Султан Мехмед II је имао најмање осам познатих супруга, од којих је најмање једна била његова законита супруга.
Супруге
Султан Мехмед II је био последњи султан који се легално оженио до 1533/1534. године, када се султан Сулејман I Величанствени оженио својом омиљеном конкубином Хурем Султанијом.
Осам познатих супруга султана Мехмеда II су:
- Гулбахар Хатун I - мајка султана Бајазита II, Гевхерхан султаније и можда Камерхан султаније.
- Гулшах Хатун - мајка принца Мустафе.
- Сити Мукриме Хатун, понекад се погрешно верује да је мајка султана Бајазита II. Такође се зове Ситти Хатун. Ћерка Дулкадироглу Сулејман Бега, шестог владара Дулкадира, била је његова законита жена, али је брак био несрећан и остао је без деце. Њена братаница Ајше Хатун, ћерка њеног брата, постала је супруга султана Бајазита II.
- Чичек Хатун - мајка принца Џема.
- Ана Хатун, ћерка цара Трапезунта Давида II Великог Комнина и његове жене царице Хелене Кантакузин. Брак је првобитно предложио њен отац, али је султан Мехмед II одбио. Међутим, након освајања Трапезунта 1461. године, принцеза Ана је ушла у Мехмедов харем као „племићки данак“ или гост и ту остала две године, након чега ју је султан Мехмед II удао за Заган Мехмед пашу. Заузврат, султан Мехмед II је за супругу оженио ћерку Заган - паше.
- Хелена Хатун (1442–1469). Кћи деспота Мореје Димитрија II Палеолога, султан Мехмед II ју је за себе затражио после Морејског похода, чувши за њену лепоту. Међутим, унија никада није завршена јер се султан Мехмед II плашио да би га она могла отровати.
- Марија Хатун. Рођена као Марија Гатилузио, била је удовица цара - савладара Александра Великог Комнина Асена, брата царева Јована IV Великог Комнина и цара Давида II Великог Комнина, оца Ане Хатун и имали су сина цара Алексија V, којег је погубио султан Мехмед II. Проглашена је за најлепшу жену свог доба и ушла је у харем након што је заробљена 1462. године.[93]
- Хатиџе Хатун, ћерка Заган Мехмед-паше и његове прве жене Сити Нефисе Хатун. У харем је ушла 1463. године. Заузврат, њен отац је могао да се ожени Аном Хатун, Мехмедовом супругом или „племенитим гостом“. После Мехмедове смрти поново се удала за државника.[93]

Мушка деца
Султан Мехмед II је имао најмање четири сина:
- Бајазит II (3. децембар 1447 – 10. јун 1512) – син Гулбахар Хатуна. Наследио је свог оца као османски султан.
- Принц Мустафа (1450, Маниса – 25. децембар 1474, Коња) – син Гулшах Хатун. Гувернер Коње до смрти. Био је омиљени син свог оца.
- Принц Џем (22. децембар 1459, Цариград – 25. фебруар 1495; Капуа, Напуљска краљевина, Италија) – син Чичек Хатун. Гувернер Коње након смрти свог брата Мустафе, борио се за престо против свог полубрата султана Бајазита II. Умро је у изгнанству.
- Нуреддин. Вероватно је умро као дете.

Женска деца
Султан Мехмед II је имао најмање четири ћерке:
- Гевхерхан султанија, (1446 – Константинопољ, 1514) – ћерка Гулбахар Хатун. Била је мајка султана Ахмeд Бега.
- Камерхан султанија, удала се за свог рођака Хасана Бега, сина Чандароглуа Кемаледина Исмаил Бега и Хатиџе Хатун, сестре султана Мехмеда II. Имали су ћерку Ханзаде Хатун.
- Ајше султанија.
- Фулане султанија.

## Лични живот
Султан Мехмед II Освајач је имао снажно интересовање за античку грчку и средњовековну византијску цивилизацију. Његови хероји су били Ахилеј и краљ Александар III Велики и могао је са неким ауторитетом да расправља о хришћанској вери. Био је познат по томе да течно говори неколико језика, укључујући турски, српски, арапски, персијски, грчки и латински.
Понекад је окупљао Улему, или учене муслиманске учитеље, и наводио их да разговарају о теолошким проблемима у његовом присуству. Током његове владавине, математика, астрономија и теологија достигли су највиши ниво међу Османлијама. Његов друштвени круг укључивао је низ хуманиста и мудраца као што су Кирнијак де Пициколи из Анконе, Бенедето Деи из Фиренце и Михаило Критовул са Имброса, који помиње Мехмеда као Филхелена захваљујући његовом интересовању за грчке антиквитете и реликвије. По његовом наређењу Партенон и други атински споменици су поштеђени уништења. Осим тога, султан Мехмед II је и сам био песник који је писао под именом „Авни“ (помагач) и оставио је класичну диванску збирку поезије.
Неки извори тврде да је султан Мехмед II имао страст према свом таоцу и миљенику, војводи Радуу III Лепом. Младићи осуђени на смрт били су поштеђени и додавани у Мехмедов Сарај ако их је сматрао привлачним, а Порта се потрудила да му прибави младе племиће.

## Породично стабло
| \| \| \| \| \| \| \| \| \| \| \| 8. Бајазит I \| \| \| \| \| \| \| \| \| \| \| \| \| \| \| \| \| \| \| \| \| \| \| \| \| \| \| \| \| \| \| \| \| \| \| \| \| \| \| \| \| \| \| \| \| \| \| \| \| \| \| 4. Мехмед I \| \| \| \| \| \| \| \| \| \| \| \| \| \| \| \| \| \| \| \| \| \| \| \| \| \| \| \| \| \| \| \| \| \| \| \| \| \| \| \| \| \| \| \| \| \| \| \| \| \| \| \| \| \| \| \| \| \| \| \| 9. Девлет Хатун \| \| \| \| \| \| \| \| \| \| \| \| \| \| \| \| \| \| \| \| \| \| \| \| \| \| \| \| \| \| \| \| \| \| \| \| \| \| \| \| \| \| \| \| \| \| \| \| \| \| \| \| \| \| \| \| \| \| \| \| 2. Мурат II \| \| \| \| \| \| \| \| \| \| \| \| \| \| \| \| \| \| \| \| \| \| \| \| \| \| \| \| \| \| \| \| \| \| \| \| \| \| \| \| \| \| \| \| \| \| \| \| \| \| \| \| \| \| \| \| \| \| \| \| \| \| \| \| \| \| \| \| \| \| \| \| \| \| \| \| \| \| \| \| \| \| \| \| \| \| \| \| \| \| \| \| \| \| \| \| \| \| \| \| \| \| \| \| \| \| \| \| \| \| \| \| \| \| \| \| \| \| \| \| 5. Емине Хатун \| \| \| \| \| \| \| \| \| \| \| \| \| \| \| \| \| \| \| \| \| \| \| \| \| \| \| \| \| \| \| \| \| \| \| \| \| \| \| \| \| \| \| \| \| \| \| \| \| \| \| \| \| \| \| \| \| \| \| \| \| \| \| \| \| \| \| \| \| \| \| \| \| \| \| \| \| \| \| \| \| \| \| \| \| \| \| \| \| \| \| \| \| \| \| \| \| \| \| \| \| \| \| \| \| \| \| \| \| \| \| \| \| \| \| \| \| \| \| \| 1. Мехмед II Освајач \| \| \| \| \| \| \| \| \| \| \| \| \| \| \| \| \| \| \| \| \| \| \| \| \| \| \| \| \| \| \| \| \| \| \| \| \| \| \| \| \| \| \| \| \| \| \| \| \| \| \| \| \| \| \| \| \| \| \| \| \| \| \| \| \| \| \| \| \| \| \| \| \| \| \| \| \| \| \| \| \| \| \| \| \| \| \| \| \| \| \| \| \| \| \| \| \| \| \| \| \| \| \| \| \| \| \| \| \| \| \| \| \| \| \| \| \| \| \| \| \| \| \| \| \| \| \| \| \| \| \| \| \| \| \| \| \| \| \| \| \| \| \| \| \| \| \| \| \| \| \| \| \| \| \| \| \| \| \| \| \| \| \| \| \| \| \| \| \| \| \| \| \| \| \| \| \| \| \| \| \| \| \| \| \| \| \| \| \| \| \| \| \| \| \| \| \| \| \| \| \| \| \| \| \| \| \| \| \| \| \| \| \| \| \| \| \| \| \| \| \| \| \| \| \| \| \| \| \| \| \| \| \| \| \| \| \| \| \| \| 3. Хума Хатун \| \| \| \| \| \| \| \| \| \| \| \| \| \| \| \| \| \| \| \| \| \| \| \| \| \| \| \| \| \| \| \| \| \| \| \| \| \| \| \| \| \| \| |                      |  |  |  |  |  |  |  |  |              |  |  |  |
| |                      |  |  |  |  |  |  |  |  | 8. Бајазит I |  |  |  |
| |                      |  |  |  |  |  |  |  |  |              |  |  |  |
| |                      |  |  |  |  |  |  |  |  |              |  |  |  |
| |                      |  |  |  |  |  |  |  |  |              |  |  |  |
| | 4. Мехмед I          |  |  |  |  |  |  |  |  |              |  |  |  |
| |                      |  |  |  |  |  |  |  |  |              |  |  |  |
| |                      |  |  |  |  |  |  |  |  |              |  |  |  |
| |                      |  |  |  |  |  |  |  |  |              |  |  |  |
| | 9. Девлет Хатун      |  |  |  |  |  |  |  |  |              |  |  |  |
| |                      |  |  |  |  |  |  |  |  |              |  |  |  |
| |                      |  |  |  |  |  |  |  |  |              |  |  |  |
| |                      |  |  |  |  |  |  |  |  |              |  |  |  |
| | 2. Мурат II          |  |  |  |  |  |  |  |  |              |  |  |  |
| |                      |  |  |  |  |  |  |  |  |              |  |  |  |
| |                      |  |  |  |  |  |  |  |  |              |  |  |  |
| |                      |  |  |  |  |  |  |  |  |              |  |  |  |
| |                      |  |  |  |  |  |  |  |  |              |  |  |  |
| |                      |  |  |  |  |  |  |  |  |              |  |  |  |
| |                      |  |  |  |  |  |  |  |  |              |  |  |  |
| |                      |  |  |  |  |  |  |  |  |              |  |  |  |
| | 5. Емине Хатун       |  |  |  |  |  |  |  |  |              |  |  |  |
| |                      |  |  |  |  |  |  |  |  |              |  |  |  |
| |                      |  |  |  |  |  |  |  |  |              |  |  |  |
| |                      |  |  |  |  |  |  |  |  |              |  |  |  |
| |                      |  |  |  |  |  |  |  |  |              |  |  |  |
| |                      |  |  |  |  |  |  |  |  |              |  |  |  |
| |                      |  |  |  |  |  |  |  |  |              |  |  |  |
| |                      |  |  |  |  |  |  |  |  |              |  |  |  |
| | 1. Мехмед II Освајач |  |  |  |  |  |  |  |  |              |  |  |  |
| |                      |  |  |  |  |  |  |  |  |              |  |  |  |
| |                      |  |  |  |  |  |  |  |  |              |  |  |  |
| |                      |  |  |  |  |  |  |  |  |              |  |  |  |
| |                      |  |  |  |  |  |  |  |  |              |  |  |  |
| |                      |  |  |  |  |  |  |  |  |              |  |  |  |
| |                      |  |  |  |  |  |  |  |  |              |  |  |  |
| |                      |  |  |  |  |  |  |  |  |              |  |  |  |
| |                      |  |  |  |  |  |  |  |  |              |  |  |  |
| |                      |  |  |  |  |  |  |  |  |              |  |  |  |
| |                      |  |  |  |  |  |  |  |  |              |  |  |  |
| |                      |  |  |  |  |  |  |  |  |              |  |  |  |
| |                      |  |  |  |  |  |  |  |  |              |  |  |  |
| |                      |  |  |  |  |  |  |  |  |              |  |  |  |
| |                      |  |  |  |  |  |  |  |  |              |  |  |  |
| |                      |  |  |  |  |  |  |  |  |              |  |  |  |
| | 3. Хума Хатун        |  |  |  |  |  |  |  |  |              |  |  |  |
| |                      |  |  |  |  |  |  |  |  |              |  |  |  |
| |                      |  |  |  |  |  |  |  |  |              |  |  |  |